# Liste der Kulturdenkmale in Adorf/Vogtl.

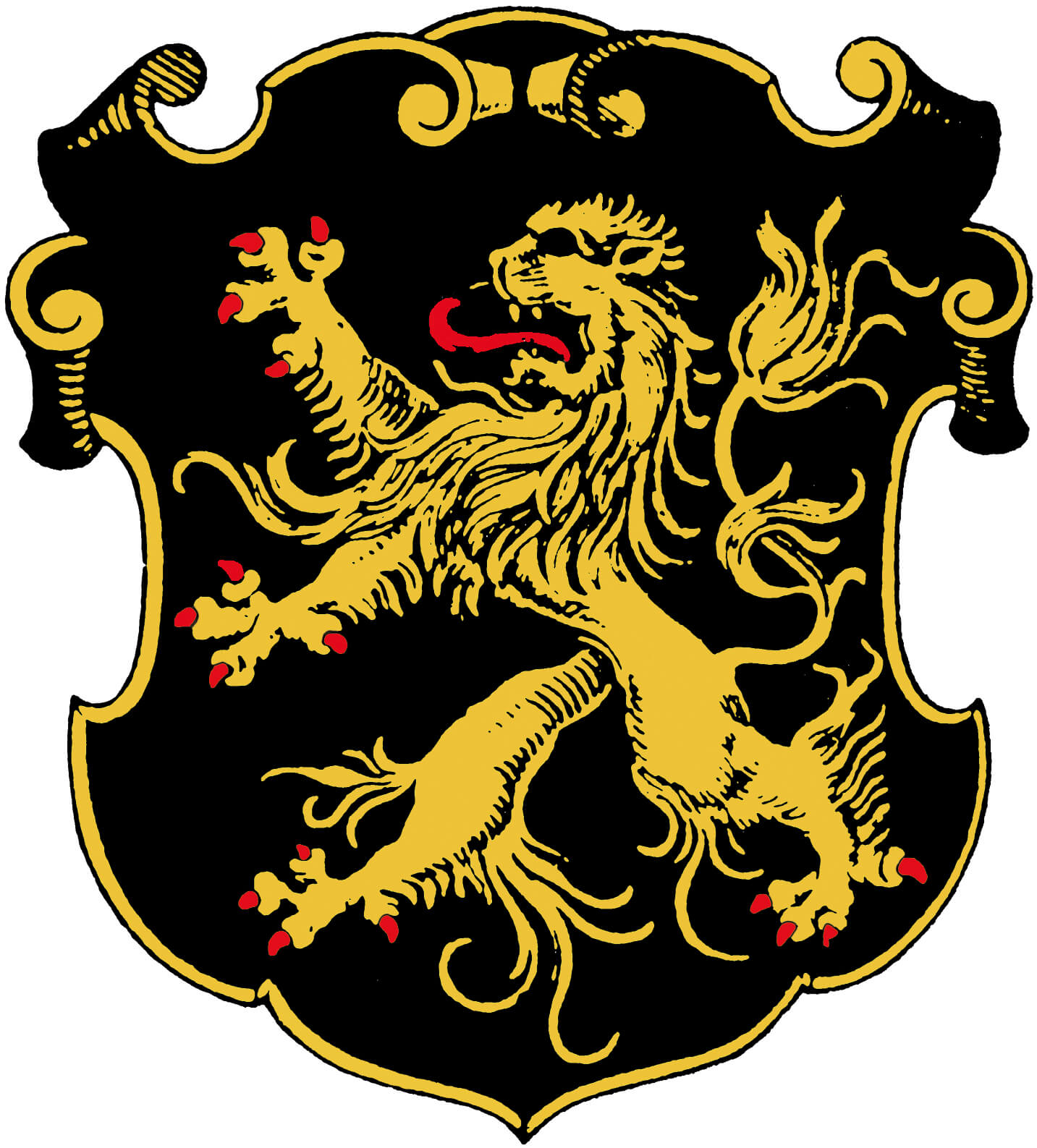
Wappen von Adorf

In der Liste der Kulturdenkmale in Adorf/Vogtl. sind die Kulturdenkmale der sächsischen Stadt Adorf/Vogtl. verzeichnet, die bis Mai 2019 vom Landesamt für Denkmalpflege Sachsen erfasst wurden (ohne archäologische Kulturdenkmale). Die Anmerkungen sind zu beachten.
Diese Aufzählung ist eine Teilmenge der Liste der Kulturdenkmale im Vogtlandkreis.

## Adorf/Vogtl.
| Bild                                    | Bezeichnung | Lage                                                                                 | Datierung | Beschreibung | ID         |
| --------------------------------------- | --- | ------------------------------------------------------------------------------------ | --- | --- | ---------- |
|                                         | Denkmalschutzgebiet Stadtkern Adorf (Vorschlag) | (Stadtkern) (Karte)                                                                  | | Denkmalschutzgebiet Stadtkern Adorf (Vorschlag) | 09246637   |
| Direkt Bild zu diesem Denkmal hochladen | Bahnbetriebswerk mit Ringlokschuppen (zwölf Stände, mit Elektroanlage inklusive 24-V-Ausstattung), einschließlich zwölf Schuppen- und fünf Freigleisen, einer Achssenke, zwölf Arbeitsgruben, einer Arbeitsbühne (am Gleis 12), Drehscheibe, Werkstatt mit Einrichtung (Presse, Drehbank, Hobel, Schmiede), Sozialgebäude, Sanitätsgebäude, Verwaltungsgebäude, Magazin (Öl- und Stofflager) mit Zapfstelle der Ölbar, Bezugsmarkenspender für Öl und einem Büro (mit originaler Einrichtung), Wasserkran und Zisterne, Entschlackungsgrube, Kohlenbansen, Kohlengreifer Typ RU 3, Portalkrananlage, Besandungsanlage, gesamte Gleisanlage einschließlich Bahnanschluss, G12-Radsatz auf der Freifläche als typisches Bw-Symbol sowie zwei Lokomotiven | Am Kaltenbach 15 (Karte)                                                             | um 1906 (Gleisanlage und Ringlokschuppen); 1931 (ELNA); 1950er Jahre (Kohlengreifer); 1970er Jahre (Elektroanlage im Ringlokschuppen) | Büro mit jüngerer Ausstattung im Stil der 1960er Jahre, guter Erhaltungszustand aller Objekte und Gebäude, im Wesentlichen vollständig und original erhalten, in allen Ausstattungsmerkmalen die Dampflokzeit und den beginnenden Traktionswechsel zum Dieselantrieb repräsentierend, eisenbahngeschichtlich und technikgeschichtlich von Bedeutung. | 09236998   |
| Direkt Bild zu diesem Denkmal hochladen | Sechs Stadtscheunen | Arnsgrüner Weg (Karte)                                                               | Vor 1900 | Am Stadtrand stehende schlichte verbretterte Fachwerkscheunen im Originalzustand mit wissenschaftlichem und landschaftsgestaltendem Wert (selten erhalten). Zweigeschossig, vertikal verschalt, Satteldach. | 09236603   |
| Direkt Bild zu diesem Denkmal hochladen | Mietshaus in Ecklage und in geschlossener Bebauung (bauliche Einheit mit Goesmannstraße 30–34) | August-Bebel-Straße 15 (Karte)                                                       | Um 1925 | Zeittypischer Putzbau mit Klinkerelementen von wissenschaftlichem und städtebaulichem Wert. Zwei massive Geschosse, ausgebautes Dachgeschoss, markanter polygonaler Eckerker, Fenstergewände und Sockel roter Klinker, Fenster teilweise noch original, zum Teil modernisiert, ebenso die Haustür. | 09236604   |
| Weitere Bilder                          | Bahnhof mit altem Empfangsgebäude (Nr. 5) und neuem Empfangsgebäude (Nr. 3), Bahnsteigüberdachungen sowie Nebengebäude des alten Empfangsgebäudes | Bahnhofstraße 3, 5 (Karte)                                                           | Im Kern 1864 (altes Empfangsgebäude); 1909–1912 (neues Empfangsgebäude)                                                               | Historisch gewachsene Bahnhofsanlage in gutem Originalzustand an den Eisenbahnstrecken Plauen ob Bf–Bad Brambach–Cheb (6270, sä. PE) und Adorf–Markneukirchen (Streckennummer 539) von eisenbahnhistorischer und stadtgeschichtlicher Bedeutung. - Neues Empfangsgebäude: 1905 bis 1912, vielgliedrig, eingeschossig mit Mezzaningeschoss, Walm- und Satteldächer, Eingangsbereich mit Halbsäulen und korinthische Kapitelle, Erdgeschoss Rundbogenfenster, teilweise mit Türen gekoppelt, Fenster und Haustüren original erhalten, einfache Putzgliederung - Bahnsteig: Überdachung sowie Einhausung der Treppenaufgänge, teilweise Eisenkonstruktion mit Satteldächer - Altes Empfangsgebäude: breitgelagerter Bau mit Seitenrisaliten, 2. Hälfte 19. Jahrhundert, vermutlich überformt und vereinfacht, weitvorkragenden Dächern, Seitenflügel als Verbindungsgebäude zu neuem Empfangsgebäude - Seitengebäude des alten Bahnhofes: gleiche Bauzeit wie alte Empfangsgebäude, Sockel neue Empfangsgebäude mit Theumaer Schiefer | 09236852   |
| Direkt Bild zu diesem Denkmal hochladen | Wohnhaus in geschlossener Bebauung | Bürgermeister-Todt-Straße 17 (Karte)                                                 | Um 1900 | Schlichter Putzbau von wissenschaftlicher Bedeutung (guter Originalzustand). Zweigeschossig, vierachsig, traufständig, zeittypischer dezenter Dekor der 1920er Jahre, schöne originale Haustür inklusive Vergitterung und Klinke, originale turmartige Gauben, Fenster erneuert, ehemals Sitz der Zeitung „Adorfer Grenzbote“. | 09236635   |
| Direkt Bild zu diesem Denkmal hochladen | Mietshaus in Ecklage und in geschlossener Bebauung | Eduard-Krenkel-Straße 1 (Karte)                                                      | Um 1900 | Mit Laden, zeittypischer Klinkerbau von städtebaulichem und wissenschaftlichem Wert. Zweigeschossig, zur Schulstraße dreigeschossig, gelbe Klinker mit rotem Klinkersockel, dreiseitige Eckgestaltung, Steildächer, Fenstereinfassung mit historisierendem Werksteindekor, Eckpilaster, im 3. Obergeschoss Rundbogenfenster, im 1. Obergeschoss Dreieckgiebelverdachung Fenster. | 09236615   |
| Weitere Bilder                          | Postmeilensäule | Elsterstraße (Karte)                                                                 | Bezeichnet mit 1725 | Kopie einer Kursächsischen Ganzmeilensäule aus Sandstein mit den Inschriften, „Oelsnitz 3 St.“, „Wildstein 5 St.“, „Eger 3 St.“. Auf Vorder- und Rückseite sind das „AR-Monogramm“, 1725 und Posthorn eingemeißelt. Seitlich ist die Reihennummer 76 aufgebracht. Adorf war Ausgangspunkt von Verkehrsstraßen über das Elstergebirge nach Süden, weshalb der Ganzmeilensäule eine verkehrshistorisch hohe Bedeutung zukommt. | 09304957   |
| Weitere Bilder                          | Meilenstein | Elsterstraße (Karte)                                                                 | Nach 1858 | Verkehrsgeschichtlich von Bedeutung. Restaurierter Meilenstein mit neuer Krone und überarbeiteter Inschrift, unter anderem: „Elster 0,69 M, Asch 2,08 M, Franzensbad 3,54 M, Eger 4,22 M“ sowie „Adorf“. | 09247630   |
| Direkt Bild zu diesem Denkmal hochladen | Wohnhaus in halboffener Bebauung | Elsterstraße 5 (Karte)                                                               | Vor 1900 | Traufständiger Putzbau mit städtebaulicher Bedeutung. Zweigeschossig, Mansarddach, verschieferter Seitengiebel, Fenster erneuert, Dachfenster noch mit originaler Sprossung. | 09236588   |
| Direkt Bild zu diesem Denkmal hochladen | Mietshaus in geschlossener Bebauung | Elsterstraße 17 (Karte)                                                              | 1907 | Mit Laden, zeittypisches Gebäude mit Klinkerfassade, durch Historismus und Jugendstil geprägt, baugeschichtlich von Bedeutung. Zurückhaltend gestaltet, dreigeschossig, gelbe Klinker als Verblendung, dreigeschossiger Erker, seit 1924 zwei Schaufenster im Erdgeschoss, Hauseingang ist große Toreinfahrt, neue Fenster, ansonsten guter Originalzustand auch im Inneren, gebaut durch Baumeister Bernhard Schenk für E. Schlesinger als Bäckerei und Wohnhaus. | 09236999   |
| Direkt Bild zu diesem Denkmal hochladen | Mietshaus in geschlossener Bebauung | Elsterstraße 21 (Karte)                                                              | Um 1905 | Zeittypischer, breitgelagerter Putzbau, Reformstil-Architektur, von städtebaulicher Bedeutung. Durch Kubatur wichtig für Straßenbild. | 09247023   |
| Direkt Bild zu diesem Denkmal hochladen | Wohnhauszeile in halboffener Bebauung | Elsterstraße 27, 29, 31 (Karte)                                                      | Bezeichnet mit 1901 | Zeittypische, zweigeschossige Klinkerbauten von baugeschichtlicher und städtebaulicher Bedeutung. Gelber Klinker, 18 Achsen, dreigeschossige Mittelachsen, drei Obergeschosse, Gliederung funktional und schlicht, kräftiges Kranzgesims, Türen von Nummer 27 und 29 noch original. | 09236590   |
| Weitere Bilder                          | Katholische Pfarrkirche St. Joseph mit Pfarrhaus in offener Bebauung | Elsterstraße 30 (Karte)                                                              | Bezeichnet mit 1902 | Repräsentativer Putzbau mit Treppengiebel und Dachreiter, im Stil des Historismus, von wissenschaftlichem, lokalgeschichtlichem und städtebaulichem Wert, typische Diaspora-Kirche. Zweigeschossiger Bruchsteinsockel, gotisierende Formen, straßenseitig Portal, Treppengiebel, darüber kleiner Dachreiter, über Portal Inschrift: „Soli Deo Gloria“, sechs Segmentbogenfenster, im Obergeschoss Vorhangbogenfenster, Verwendung von gusseisernen Stützen im Kirchenraum im Erdgeschoss, Reduktion des Dekor auf ein Minimum. | 09236593   |
| Direkt Bild zu diesem Denkmal hochladen | Villa | Elsterstraße 38 (Karte)                                                              | Bezeichnet mit 1906 | Anspruchsvoller historisierender Bau, Klinker-Putz-Fassade mit Fachwerkelementen, von künstlerischer und städtebaulicher Bedeutung. Zweigeschossig, unregelmäßiger Grundriss, Klinkermischbauweise – gelber Klinker und Putzflächen, Sockel und Verzierungen roter Klinker, teilweise Zierfachwerk, originale Fenster und Haustür, auch Bleiglasfenster erhalten, bewegte Dachlandschaft, Schieferdeckung, sehr guter Originalzustand, weithin sichtbar durch exponierte Lage. | 09236444   |
| Direkt Bild zu diesem Denkmal hochladen | Doppelwohnhaus in offener Bebauung | Elsterstraße 44, 46 (Karte)                                                          | Um 1905 | Zeittypischer Putzbau von städtebaulichem und wissenschaftlichem Wert. Dreigeschossig, symmetrisch angeordnete Fassade mit jeweils seitlichem Eingangsbereich mit zweigeschossig. Auslucht, im Obergeschoss dreiseitig, zum Teil noch Originalzustand. | 09236602   |
| Direkt Bild zu diesem Denkmal hochladen | Villa | Elsterstraße 48 (Karte)                                                              | Bezeichnet mit 1911 | Zeittypischer schlichter, gut proportionierter Putzbau mit wenigen dekorativen Elementen, Reformstil-Architektur, von wissenschaftlichem und städtebaulichem Wert. | 09236601   |
| Direkt Bild zu diesem Denkmal hochladen | Wohnhaus in offener Bebauung | Elsterstraße 53 (Karte)                                                              | Um 1900 | Zeittypischer, dreigeschossiger roter Klinkerbau mit historisierenden Elementen, baugeschichtlich und wissenschaftlich von Bedeutung. | 09236597   |
| Direkt Bild zu diesem Denkmal hochladen | Mietshaus in offener Bebauung, mit Hintergebäude (Firma Nürnberger) | Elsterstraße 57 (Karte)                                                              | Nach 1884 (Werkstatt); um 1900 (Mietshaus)                                                                                            | Ehemaliger Steinmetzbetrieb, zeittypische historisierende Klinker-Werkstein-Bauten von wissenschaftlicher Bedeutung. - Wohnhaus: dreigeschossig, Klinkerbau mit Sandsteinsockel und Erdgeschoss mit bossiertem bzw. genutetem Werkstein, Erdgeschoss mit Rundbogenfenstern, Obergeschoss mit barockisierendem Dekor, rückseitiger Eingang, im Treppenhaus Türen, Fußboden und anderes original, renovierungsbedürftig - Fabrikgebäude/Hinterhaus: zweigeschossig, gelber Klinker, barockisierender Werksteindekor, Inschrift am Gebäude: „H. Nürnberger gegr. 1884“, Inschrift am zweiten Hinterhaus „Rudolf Nürnberger“ | 09236594   |
| Direkt Bild zu diesem Denkmal hochladen | Wohnhaus in offener Bebauung | Elsterstraße 59 (Karte)                                                              | Um 1900 | Mit Laden (ehemals Perlmutter-Verarbeitung), zeittypischer Klinkerbau von wissenschaftlichem Wert. Zweigeschossig, sechsachsig, Steildach, gelber Klinker, Sockel roter Klinker, Eingang mit hölzernem Vorhaus in Originalzustand, Fenstersprossung weitgehend original, ebenso Dachgauben und Ladenbereich. | 09236600   |
| Direkt Bild zu diesem Denkmal hochladen | Villa mit Nebengebäude, Garten und Einfriedung | Elsterstraße 62 (Karte)                                                              | Um 1900 | Jetzt Advent-Kapelle der Siebenten-Tags-Adventisten; asymmetrische Anlage mit qualitätvoller, straßenseitiger Holzveranda von baugeschichtlichem und städtebaulichem Wert. - Putzbau mit Klinkersockel, Schwebegiebel, mittiger Hauseingang, weitgehender Originalzustand - Hintergebäude: zweigeschossiger Bau mit Flachdach, teilweise zur Kapelle umgebaut, Segmentbogenfenster | 09236596   |
| Direkt Bild zu diesem Denkmal hochladen | Gasthof in offener Bebauung (Elster-Cafè) | Elsterstraße 63 (Karte)                                                              | Um 1910 | Zeittypischer repräsentativer Putzbau mit markantem Mansarddach, Reformstil-Architektur, von städtebaulichem, wissenschaftlichem und stadtgeschichtlichem Wert. Zweigeschossiger, relativ sparsam dekorierter Bau mit bemerkenswerten Reliefs, Straßenfront mit Mittelrisalit und abgerundetem Vorbau, dessen Abschluss ein Altan bildet, Krüppelwalmdach, massives Dachgeschoss, Fenster mit originaler Sprossung erhalten, im Erdgeschoss Fenster teilweise modernisiert. | 09236599   |
| Direkt Bild zu diesem Denkmal hochladen | Wohnhaus in offener Bebauung | Elsterstraße 102 (Karte)                                                             | Um 1900 | Landschaftsprägender Putzbau mit Villencharakter in gutem Originalzustand, baugeschichtlich von Bedeutung. Eingeschossig, traufständig, vierachsige Straßenfront, mittiger Schwebegiebel, Giebelseiten mit vorkragendem Dach und Schwebegiebel, drei durch Einfassung zusammengefasste spätklassizistische Rundbogenfenster, Holzvorbau mit Haustür in gutem Originalzustand komplett erhalten. | 09236598   |
| Direkt Bild zu diesem Denkmal hochladen | Arbeiterwohnhäuser der Teppichfabrik Emil Claviez (Sachgesamtheit) | Emil-Claviez-Siedlung 1–40, 42, 44, 46 und 48 (Oelsnitzer Straße 46, 48, 50) (Karte) | 1902 | Siedlung (Emil-Claviez-Siedlung 1–48 und Oelsnitzer Straße 46–50) bestehend aus Doppel- und Mehrfamilienhäusern (Sachgesamtheitsteile, keine Einzeldenkmale); ursprünglich zur Adorfer Teppichfabrik gehörende Arbeiterwohnhaussiedlung von städtebaulicher und stadtgeschichtlicher Bedeutung. Ursprünglich geschlossene Siedlung in feinfühliger, landschaftstypischer Gestaltung, selten erhalten, wichtig durch Zusammenklang und historischen Zusammenhang zur benachbarten, ebenfalls gut erhaltenen Fabrikanlage (siehe auch Oelsnitzer Straße 46, 48, 50). | 09236844   |
|                                         | Sechs Stadtscheunen | Freiberger Straße (Karte)                                                            | Vor 1900 | Zeit- und landschaftstypische, verbretterte Scheunen von städtebaulicher und stadtgeschichtlicher Bedeutung. Flache Satteldächer, Fachwerk, Holzverkleidung, einzeln stehende Scheunen, Lage am Stadtrand, guter Originalzustand. - Doppelscheune: Leicht verändert - Einzelscheunen: In Gestaltung ähnlich, 19. Jahrhundert, flache Satteldächer | 09236843   |
| Direkt Bild zu diesem Denkmal hochladen | Wohnhaus in halboffener Bebauung und Ecklage sowie daran angebautes Nebengebäude | Freiberger Straße 6 (Karte)                                                          | Bezeichnet mit 1764 | Obergeschoss Fachwerk, Mansarddach, ortsbildprägende Lage am Freiberger Tor, baugeschichtlich und ortsgeschichtlich von Bedeutung. - Wohnhaus: Krüppelwalmdach, liegender Dachstuhl, Fachwerkobergeschoss, gezapfte Holzverbindungen, Erdgeschoss massiv - Seitengebäude: mit Oberlaube, Fachwerk, Satteldach, Türportal datiert mit 1764, Initiale „WP“ mit Oberlicht | 09245207   |
| Weitere Bilder                          | Freiberger Tor: Stadttor, heute Museum, in der Durchfahrt ein Grabmal | Freiberger Straße 8 (Karte)                                                          | 1768–1773 (Stadttor); 1663 (Grabplatte)                                                                                               | Obergeschoss Fachwerk, einziges erhaltenes Stadttor von Adorf, in Durchfahrt gusseiserne Grabplatte, baugeschichtlich und ortsgeschichtlich von Bedeutung. 1768 erneuert, breit gelagerte Anlage mit Fachwerkobergeschoss, in Durchfahrt gusseiserne Grabplatte von Tettau mit Wappenschmuck. | 09245226   |
| Weitere Bilder                          | Johanniskirche und -friedhof (Sachgesamtheit) | Freiberger Straße 10 (Karte)                                                         | 1858 (Kirche); um 1900 (Grabmale) | Sachgesamtheit Johanniskirche und -friedhof, mit den Einzeldenkmalen: Begräbniskirche, drei Grabstätten (Nicolai, Kämnitz, Luther), Soldatenfriedhof für die sowjetischen Gefallenen des Zweiten Weltkrieges und Gedenkstätte für Opfer des Faschismus und dem Sachgesamtheitsteil: Reste der Friedhofsmauer; Kirche einfacher Saalbau mit Dachreiter, mit wertvoller Ausstattung unter anderem Reste eines barocken Altars und Grabplatte Triller, älteres Eingangsportal im Stil der Spätgotik (bezeichnet mit 1498, von der ehemaligen Kreuzkapelle stammend, die an der Straße nach Oelsnitz stand), Bauwerk mit ortsgeschichtlicher, wissenschaftlicher und städtebaulicher Bedeutung. Auf dem Friedhof Familienstätte Nicolai sowie Grabstätte des ehemaligen Adorfer Bürgermeisters Otto Rudolph Kämnitz und des Pfarrers Julius Richard Luther, ortsgeschichtlich von Bedeutung. - Grabstätte Nicolai: neogotisch, Christus, Ketten, architektonische Gestaltung - In einem Gemeinschaftsgrab ruhen sieben Häftlinge eines KZ, auf dem Evakuierungsmarsch im April 1945 ermordet. An ihre Seite gebettet wurden kurze Zeit später zwei Sowjetbürger, die im April 1945 im Neukirchner Wald erschossen aufgefunden wurden. Auf dem Grab ein sockelartiger Gedenkstein, am Vorderteil erklärende Inschrift, darüber zwei Hände, die ihre Fesseln sprengen. Errichtet 1946. - Reste der Einfriedungsmauer im südlichen Abschnitt der Westgrenze: Bruchsteinmauer aus Granit mit Granitabdeckung | 09245210   |
| Direkt Bild zu diesem Denkmal hochladen | Begräbniskirche (mit Ausstattung), drei Grabstätten (Nicolai, Kämnitz, Luther), Soldatenfriedhof für die sowjetischen Gefallenen des Zweiten Weltkrieges und Gedenkstätte für Opfer des Faschismus (Einzeldenkmale zu ID-Nr. 09245210) | Freiberger Straße 10 (Karte)                                                         | 1498 (Portal); 1858 (Kirche); um 1900 (Grabmal); 1946 (Soldatenfriedhof)                                                              | Einzeldenkmale der Sachgesamtheit Johanniskirche und - friedhof; Kirche einfacher Saalbau mit Dachreiter, mit wertvoller Ausstattung unter anderem Reste eines barocken Altars und Grabplatte Triller, älteres Eingangsportal im Stil der Spätgotik (bezeichnet mit 1498, von der ehemaligen Kreuzkapelle stammend, die an der Straße nach Oelsnitz stand), Bauwerk mit ortsgeschichtlicher, wissenschaftlicher und städtebaulicher Bedeutung. Auf dem Friedhof Familienstätte Nicolai sowie Grabstätte des ehemaligen Adorfer Bürgermeisters Otto Rudolph Kämnitz und des Pfarrers Julius Richard Luther, ortsgeschichtlich von Bedeutung. Unter Beibehaltung der mittelalterlichen Grundmauern, westliche Pforte mit Stabwerk, datiert 1498, ursprünglich an nicht erhaltener Kreuzkapelle unterhalb der Stadt, Reste eines barocken Altars: Kruzifix, Moses und Johannes des Täufers, Grabplatte Triller 1684. | 09245209   |
| Direkt Bild zu diesem Denkmal hochladen | Mietshaus in halboffener Bebauung, mit Gaststätte Zur Ruh | Goesmannstraße 12 (Karte)                                                            | Um 1900 | Zeittypischer Klinkerbau mit originalen Details von städtebaulicher Bedeutung und geschichtlichem Wert. Dreigeschossig, fünf Achsen, roter Klinker, Gewände in Werkstein, Fenster mit klassizierender Dreieckgiebelverdachung, hohes Konsolgesims, mittig höherer originaler Dacherker, flankierende Zwerchhäuser mit gekuppelten Rundbogenfenstern, schöne Neurenaissancetür, guter Originalzustand. | 09236611   |
| Direkt Bild zu diesem Denkmal hochladen | Mietshaus in geschlossener Bebauung (bauliche Einheit mit Goesmannstraße 32 und 34 sowie August-Bebel-Straße 15) | Goesmannstraße 30 (Karte)                                                            | Um 1925 | Zeittypischer Putzbau mit Klinkerelementen von wissenschaftlichem und städtebaulichem Wert. Gleiche Gestaltung wie August-Bebel-Straße 15, Eingang und flankierende Fenster durch bemerkenswerte rote Klinkereinfassung architektonisch hervorgehoben, verschieferte Dachgaube, Fenster zum Teil mit originaler Sprossung, restliche Fenster und Haustür modernisiert. | 09236605   |
| Direkt Bild zu diesem Denkmal hochladen | Mietshaus in geschlossener Bebauung (bauliche Einheit mit Goesmannstraße 30 und 34 sowie August-Bebel-Straße 15) | Goesmannstraße 32 (Karte)                                                            | Um 1925 | Zeittypischer Putzbau mit Klinkerelementen von städtebaulichem und wissenschaftlichem Wert | 09236606   |
| Direkt Bild zu diesem Denkmal hochladen | Mietshaus in halboffener Bebauung (bauliche Einheit mit Goesmannstraße 30 und 32 sowie August-Bebel-Straße 15) | Goesmannstraße 34 (Karte)                                                            | Um 1925 | Zeittypischer Putzbau mit Klinkerelementen von wissenschaftlichem und städtebaulichem Wert | 09236672   |
| Direkt Bild zu diesem Denkmal hochladen | Wohnhaus in Ecklage und in halboffener Bebauung | Goethestraße 2 (Karte)                                                               | Um 1925 | Stattlicher, relativ schmuckloser Putzbau, im Reformstil der Zeit um 1910, von städtebaulichem und wissenschaftlichem Wert. Asymmetrische Gestaltung, zwei- bis viergeschossig, Mansarddach mit ausgebautem Dachgeschoss, stattliches Portal mit barockisierenden Details: Voluten, Haustür mit Oberlicht und Laterne in Originalzustand. Fassade zur Lessingstraße dreigeschossig. | 09236607   |
| Weitere Bilder                          | Stadtmauer (Johannisstraße, Graben, Pfortenberg und Roter-Turm-Weg) mit Basteiturm (Johannisstraße) und Pulverturm (Graben) | Graben (Johannisstraße, Pfortenberg, Roter-Turm-Weg) (Karte)                         | Seit Mitte 14. Jahrhundert | Reste der historischen Stadtbefestigung, ortsgeschichtlich von Bedeutung. | 09245206   |
| Direkt Bild zu diesem Denkmal hochladen | Wohnhaus in halboffener Bebauung | Graben 2 (Karte)                                                                     | Vor 1800 | Obergeschoss Fachwerk, Mansarddach, straßenbildprägende Lage, baugeschichtlich und wissenschaftlich von Bedeutung. Türportal mit Oberlicht, Haustür nicht alt, originale Fenstergewände mit Hohlkehle, ursprünglich Kreuzstockfenster, eingeschossig, gezapfte Holzverbindungen. | 09245208   |
|                                         | Wohnhaus in offener Bebauung | Hellgasse 6 (Karte)                                                                  | 1810 | Eingeschossiges Gebäude mit Umschrot, Blockstube erhalten, baugeschichtlich und sozialgeschichtlich von Bedeutung. Am Türportal datiert, Inschrift: „SAJ“, am Umschrot gefast, Satteldach, im Dachbereich Veränderungen. | 09245200   |
|                                         | Wohnhaus in offener Bebauung mit angebautem Nebengebäude | Hellgasse 7 (Karte)                                                                  | Um 1800 | Wohnhaus ehemals mit Stallteil, ehemaliges Ackerbürgerhaus, baugeschichtlich und wissenschaftlich von Bedeutung. - Nebengebäude: zweibogige Oberlaube, gezapfte Kopfbänder dort, verziert mit Kielbogen, heute verbrettert, Erdgeschoss Bruchstein - Wohnhaus: Erdgeschoss Bruchstein, Fachwerkobergeschoss, gezapfte Streben an Ecken, Fenstergewände mit Hohlkehle, beide Krüppelwalmdach, Giebeldreiecke verbrettert | 09245199   |
|                                         | Wohnhaus in offener Bebauung | Hellgasse 8 (Karte)                                                                  | 2. Hälfte 18. Jahrhundert | Obergeschoss Fachwerk verbrettert und überkragend, Blockstube mit Holzeinschubdecke im Erdgeschoss komplett erhalten, ehemaliges Ackerbürgerhaus, mit Schwarzer Küche, Unterzug abgefast. - Stalltür: dort Knaggen gezapft, vermutlich noch aus Zeit vor Stadtbrand - Haustür: gleicher Türstock wie Stalltür, geteilte Tür, schwarze Küche | 09245198   |
|                                         | Ehemaliges Wohnhaus in offener Bebauung, heute Hotel (Gasthof Zur Staffel) | Hohe Straße 2 (Karte)                                                                | 2. Hälfte 18. Jahrhundert | Obergeschoss Fachwerk, giebelständig zur Straße, baugeschichtlich und wissenschaftlich von Bedeutung. Wichtiges Einzeldenkmal, liegender Dachstuhl, Satteldach, Rautenornament im Giebeldreieck, Erdgeschoss massiv, Treppenaufgang neu errichtet, Fenster und Türen erneuert, gezapfte Holzverbindungen, Fachwerk teilweise ersetzt. | 09245191   |
|                                         | Wohnhaus in halboffener Bebauung | Hohe Straße 4 (Karte)                                                                | Vor 1800 | Mit nachträglichem Ladeneinbau, Obergeschoss Fachwerk verputzt, baugeschichtlich und wissenschaftlich von Bedeutung. Erdgeschoss massiv, Krüppelwalmdach. | 09245225   |
| Direkt Bild zu diesem Denkmal hochladen | Wohnhaus in geschlossener Bebauung | Hohe Straße 19 (Karte)                                                               | Um 1900 | Mit Ladeneinbau, zeittypischer Klinker-Werkstein-Bau von straßenbildprägendem und wissenschaftlichem Wert. Zweigeschossig, traufständig, mittig übergiebelter massiver Dacherker, Fenster und Laden modernisiert, Haustür original. | 09236626   |
| Direkt Bild zu diesem Denkmal hochladen | Mietshaus in Ecklage und in halboffener Bebauung | Hohe Straße 20 (Karte)                                                               | Um 1900 | Mit Ladeneinbauten, zeittypischer Putzbau mit historisierendem Dekor von wissenschaftlichem und städtebaulichem Wert. Dreigeschossig mit viergeschossiger dreiseitiger Eckausbildung, markanter Kopfbau, Seitenrisalit an der Hohen Straße, Fensterstürze mit barockisierendem floralem Dekor, horizontale Gliederung durch profilierte Gesimse (Sockelzone, Traufe), Fenster und Ladenbereich in beeinträchtigender Art erneuert. | 09236624   |
| Direkt Bild zu diesem Denkmal hochladen | Mietshaus in geschlossener Bebauung | Hohe Straße 21 (Karte)                                                               | Um 1900 | Mit Laden, zeittypischer Klinkerbau von städtebaulichem (Häuserzeile) und wissenschaftlichem Wert. Dreigeschossig, fünfachsig, roter und gelber Klinker, Fenstereinfassungen rötlicher Werkstein, kräftiges Traufgesims mit antikisierenden Details (Triglyphen), traufständig, Steildach, Zwerchhaus, Haustür und Fenster erneuert, Laden noch original. | 09236627   |
| Direkt Bild zu diesem Denkmal hochladen | Wohnhaus in geschlossener Bebauung | Hohe Straße 23 (Karte)                                                               | Um 1900 | Mit Laden, zeittypischer historisierender Klinkerbau von städtebaulichem und wissenschaftlichem Wert. Zweigeschossig, fünfachsig, traufständig, Steildach, Mittelgiebel, Fenster modernisiert. | 09236628   |
| Direkt Bild zu diesem Denkmal hochladen | Wohnhaus in Ecklage und geschlossener Bebauung | Hohe Straße 25 (Karte)                                                               | Um 1900 | Mit Laden, zeittypischer Klinker-Werkstein-Bau von städtebaulicher Bedeutung. Dreiseitige Eckgestaltung mit bossierter Rahmung, Konsolenfries über zweitem Obergeschoss, schöne Haustür in bemerkenswert gutem Originalzustand, Steildach, Fenster und Dachgeschoss in beeinträchtigender Weise modernisiert. | 09236617   |
|                                         | Denkmal | Johannisplatz (Karte)                                                                | 1986 | Zur Erinnerung an den Adorfer Bürgermeister von 1832 bis 1849 Carl Gotthelf Todt, auch Carl Gottlob Todt (1803–1852), bedeutende sächsische Persönlichkeit der 1848er Revolution, starb in der Schweiz im Exil, ortsgeschichtlich von Bedeutung | 09245211   |
| Weitere Bilder                          | Stadtmauer (Johannisstraße, Graben, Pfortenberg und Roter-Turm-Weg) mit Basteiturm (Johannisstraße) und Pulverturm (Graben) | Johannisstraße (Graben, Pfortenberg, Roter-Turm-Weg) (Karte)                         | Seit Mitte 14. Jahrhundert | Reste der historischen Stadtbefestigung, ortsgeschichtlich von Bedeutung. | 09245206   |
| Direkt Bild zu diesem Denkmal hochladen | Ehemaliges Gefängnis mit Resten der Einfriedung | Johannisstraße 12 (Karte)                                                            | 1741 Dendro | Turmgebäude mit Anbau von baugeschichtlicher, sozialhistorischer und ortsgeschichtlicher Bedeutung, Seltenheitswert | 09302343   |
|                                         | Wohnhaus in offener Bebauung | Karlsgasse 14 (Karte)                                                                | Nachträglich bezeichnet mit 1680 | Eingeschossiges Gebäude mit Fachwerkgiebel, landschaftstypische sogenannte Böhmische Blockhütte, in dieser Gegend nur noch selten anzutreffen, baugeschichtlicher und wissenschaftlicher Wert | 09236592   |
| Direkt Bild zu diesem Denkmal hochladen | Acht Mehrfamilienhäuser einer Siedlung, mit Vorplätzen | Leitersbergweg 2, 4, 6, 8, 10, 12, 14 und 16 (Karte)                                 | Um 1925 | Geschlossen erhaltene Siedlung in ausgezeichnetem Originalzustand, im traditionalistischen Baustil der 1920er Jahre, von baugeschichtlicher und städtebaulicher Bedeutung. Zweigeschossige Putzbauten in differenzierter Gestaltung, Walmdächer, Gaupen mit Satteldächern, als Gruppen zusammengefasst, Mitteleingänge, Fensterläden im Erdgeschoss, Sockel aus Theumaer Schiefer, Obergeschoss sandfarbener Putz, Putzgliederung farbig abgesetzt: porphyrfarbig, sandsteinfarbig, gleiches gilt für Fenstereinfassungen, Fenster ursprünglich sprossengeteilte Holzfenster, mehrflüglig, teilweise noch erhalten, Eingänge hervorgehoben, Putznutung, vorkragend, teilweise Seitenrisalit, abgewalmt, sehr guter Originalzustand. Städtebaulich bedeutsam durch dominante Hanglage und Lage gegenüber Bahnhof, stadt- und baugeschichtlich wichtig als weitestgehend original erhaltene Siedlung in qualitätvoller, zeittypischer Architektur, Nummer 16 eine Art Kopfbau mit Seitenflügel. | 09236850   |
|                                         | Mietshaus in Ecklage und in geschlossener Bebauung | Lessingstraße 10 (Karte)                                                             | Bezeichnet mit 1904 | Mit Läden, repräsentativer historisierender gelber Klinkerbau mit Werksteinelementen von städtebaulicher und wissenschaftlicher Bedeutung. Dreigeschossig und Dachgeschoss, viergeschossiger dreiseitiger Eckteil mit diagonal angeordnetem Ladeneingang, Erker sowie turmartige Steildachbekrönung, Fenstereinfassungen mit barockisierendem plastischem Dekor, Hauseingang Lessingstraße mit schöner Jugendstiltür, darüber Jahreszahl, ebenfalls original die Eingangstür an der Schulstraße und die meisten Fenster mit Sprossungen. | 09236620   |
|                                         | Mietshaus in geschlossener Bebauung | Lessingstraße 12 (Karte)                                                             | Um 1900 | Mit Laden, zeittypischer roter Klinkerbau von städtebaulichem und wissenschaftlichem Wert. Dreigeschossig, traufständig, weitgehend noch Originalzustand: Laden, Fenstersprossung, Haustür, Dachgauben. | 09236621   |
| Direkt Bild zu diesem Denkmal hochladen | Mietshaus in geschlossener Bebauung | Lessingstraße 14 (Karte)                                                             | Um 1900 | Mit Laden, zeittypischer roter Klinkerbau mit Werksteinelementen, baugeschichtlich von Bedeutung. Weitgehender Originalzustand, Fenster zum Teil erneuert. | 09236622   |
|                                         | Zentralschule | Lessingstraße 15 (Karte)                                                             | 1900–1901, bezeichnet mit 1900 | Zeittypischer, stattlicher historisierender Klinkerbau mit Werkstein-Elementen in beherrschender Hanglage über dem Elstertal, städtebaulicher, wissenschaftlicher und ortsgeschichtlicher Wert. Dreigeschossig, als Risalit gestaltete Eckteile, an beiden Längsseiten je zwei qualitätvolle repräsentative Portale mit originalen Toren inklusive Verglasung, Uhrgiebel ebenfalls mit barockisierenden Elementen auf beiden Schmalseiten, nördliche Schmalseite mit massiven Spruchtafeln, originale Treppengeländer im Inneren, Fenster erneuert, Turnhalle im Hof schlicht. | 09236633   |
| Direkt Bild zu diesem Denkmal hochladen | Mietshaus in geschlossener Bebauung | Lessingstraße 16 (Karte)                                                             | Um 1905 | Mit Laden, repräsentativer, zeittypisch sparsam dekorierter Putzbau von wissenschaftlichem und städtebaulichem Wert. Steildach, markanter Giebel, ausgebautes Dachgeschoss, Erker mit seitlichen Balkons, Eingangstür original mit Jugendstil-Elementen, originale Fenster mit bemerkenswerter profilierter Sprossung, sparsamer floraler Dekor, Laden modernisiert. | 09236629   |
| Direkt Bild zu diesem Denkmal hochladen | Mietshaus in geschlossener Bebauung | Lessingstraße 18 (Karte)                                                             | Um 1905 | Putzbau mit Erker und sparsamer historisierender Dekoration, baugeschichtliche Bedeutung. Asymmetrischer Aufbau, Fenster mit Vorhangbogen, Giebel mit schönem Relief, original Vergitterung Sockelfenster. | 09236630   |
| Direkt Bild zu diesem Denkmal hochladen | Mietshaus in geschlossener Bebauung | Lessingstraße 20 (Karte)                                                             | Um 1905 | Mit Laden, bemerkenswerter zeittypischer Klinkerbau von wissenschaftlichem Wert. Roter und gelber Klinker im Wechsel, grüne Klinkerelemente, florales Eichenlaubdekor, originale Haustür und Fenster, Ladenzone zum Teil modernisiert. | 09236631   |
| Direkt Bild zu diesem Denkmal hochladen | Mietshaus in halboffener Bebauung | Lessingstraße 22 (Karte)                                                             | Um 1905 | Zeittypischer historisierender Putzbau von städtebaulichem und wissenschaftlichem Wert. Übergang Historismus zu Jugendstil, sparsamer Dekor, Mittelgiebel, seitlich angeordneter Erker, daneben Balkons, guter Originalzustand. | 09236632   |
| Direkt Bild zu diesem Denkmal hochladen | Ehemaliges Finanzamt, heute Wohnhaus in halboffener Bebauung | Lessingstraße 32 (Karte)                                                             | 1925–1926 | Bemerkenswerter Putzbau mit klassizierenden Elementen von wissenschaftlichem und städtebaulichem Wert. Dreigeschossig, 9 × 3 Achsen, horizontale Gliederung der Fassade durch kräftige Gesimse, mittig dreiachsiges Zwerchhaus, repräsentatives Mittelportal mit attikaartigem Abschluss und zwei Pinienzapfen, barockisierendes Portal mit Fenstervergitterung, Eingang und Treppenhaus noch im Originalzustand, als Finanzamt erbaut, nach 1945 von der Sowjetischen Militärkommandantur genutzt, 1955–1992 Schule (Juri-Gagarin-Oberschule). | 09236609   |
| Direkt Bild zu diesem Denkmal hochladen | Mietshaus in halboffener Bebauung | Lessingstraße 34 (Karte)                                                             | Bezeichnet mit 1926 | Zeittypischer Putzbau von städtebaulichem und wissenschaftlichem Wert. Drei Geschosse und Dachgeschoss, fünf Achsen, mittig repräsentativ gestaltetes Treppenhaus mit abgeschrägten Ecken mit originaler, neugotische und klassizistische Details, Türen und Fenster weitestgehend original. | 09236608   |
| Direkt Bild zu diesem Denkmal hochladen | Zwei Eisenbahnbrücken über die Markneukirchner Straße | Markneukirchner Straße (Karte)                                                       | Vor 1900 | Östliche Eisenbahnbrücke der Eisenbahnstrecke Plauen ob Bf–Bad Brambach–Cheb (6270, sä. PE) und die nach Westen abzweigende Eisenbahnstrecke Adorf–Markneukirchen (Streckennummer 539), Doppelbrücke mit je einem Bogen, verkehrsgeschichtlich und eisenbahngeschichtlich von Bedeutung | 09236643   |
| Weitere Bilder                          | Meilenstein | Markneukirchner Straße (Karte)                                                       | Nach 1858 | Verkehrsgeschichtlich von Bedeutung. Großer gut erhaltener Meilenstein, restauriert mit neuer Krone, Inschrift nachgearbeitet. | 09246687   |
| Direkt Bild zu diesem Denkmal hochladen | Gasthaus Gambrinus in offener Bebauung, mit angebautem Nebengebäude | Markneukirchner Straße 3 (Karte)                                                     | Um 1800 | Verputzter Fachwerkbau von heimatgeschichtlicher und städtebaulicher Bedeutung. Winkelförmige Anlage mit giebelständigem, zweigeschossigem, verputztem Fachwerkbau, vereinfacht, Seitengebäude angebaut, wahrscheinlich dort zugesetzter Oberlaubengang, Obergeschoss teilweise massiv, Giebel verputzt beziehungsweise verschiefert, Dachgeschosse wahrscheinlich original erhalten, Erdgeschosse stärker überformt und vereinfacht, Haus gehört zur ursprünglichen Stadtbebauung um 1800, daher stadtgeschichtlicher Wert, weiterhin städtebaulicher Wert durch dominante Lage und Blickbeziehung zu Kirche. | 09236849   |
| Direkt Bild zu diesem Denkmal hochladen | Mietshaus in halboffener Bebauung | Markneukirchner Straße 11 (Karte)                                                    | Um 1900 | Mit Laden, repräsentativer Klinkerbau im Stil des Historismus, baugeschichtlich und städtebaulich von Bedeutung. Dreigeschossig, Seiten- und Eckrisalit, Ecke polygonal ausgebildet, zweigeschossiger Eckerker, rechteckiger Grundriss mit Konsolsteinen, Fenster nur im Erdgeschoss erhalten, Putznutung im Erdgeschoss, Pilastergliederung, dort verzierte Kapitelle, am Erker Frauenbüsten im zweiten Obergeschoss, Erker polygonal fortgesetzt, Bekrönung nicht erhalten, Blendgiebel an Risaliten, roter Klinker, mit Putz- oder Sandsteinbändern, Fensterbrüstungen Naturstein oder Putz, Dachbereich verändert, Laden aus Erbauungszeit, Sockel Theumaer Schiefer. | 09236847   |
| Direkt Bild zu diesem Denkmal hochladen | Mietshauszeile (mit drei Eingängen) und vorgezogene Ladenzone | Markneukirchner Straße 19, 21 und 23 (Karte)                                         | Um 1930 | Städtebaulich bedeutsamer Putzbau in gutem Originalzustand, im Stil der 1920er Jahre, baugeschichtlich von Bedeutung. Viergeschossiger Putzbau, halbrund in Bahnhofstraße hineinführend, im Erdgeschoss vorgezogene Ladenfront, Obergeschoss mit Erkern und Balkonen, Rechteckfenster, schlichter Baukörper, dessen Wirkung durch Kubatur sowie Vor- und Rücksprünge hervorgerufen wird, Walmdach mit Schleppgauben. | 09236995   |
| Direkt Bild zu diesem Denkmal hochladen | Mietshaus in Ecklage und in halboffener Bebauung | Markneukirchner Straße 32 (Karte)                                                    | Um 1900 | Zeittypischer Klinkerbau von städtebaulichem und wissenschaftlichem Wert, guter Originalzustand. Dreigeschossig, dreiseitige Eckgestaltung als Risalit mit Lisenen, Erdgeschoss gestalterisch von übrigen Bau abgehoben (Sockelwirkung), Obergeschoss gelber Klinker, Fenstergesimse in Werkstein mit klassizierenden Elementen, floralem Dekor, qualitätvolle originale Haustür, originale profilierte Fenstersprossung besonders im Erdgeschoss und am Seitenrisalit, Vergitterung Kellerfenster erhalten. | 09236647   |
| Direkt Bild zu diesem Denkmal hochladen | Villa | Markneukirchner Straße 64 (Karte)                                                    | Um 1900 | Zeittypischer historisierender Klinkerbau mit Werkstein- und Fachwerkelementen sowie malerischer Dachlandschaft und Eckturm, von stadtbildprägender und wissenschaftlicher Bedeutung. Eingeschossig, Ecke zweigeschossig, Sockel und Fenstereinfassung mit rotem Werkstein, diagonale Eckgestaltung mit turmartigem Steildach, gegenüberliegende Schmalseite verputzt mit Krüppelwalm, Fenster teilweise in sehr gutem Originalzustand, im Erdgeschoss qualitätvolles Eckfenster mit originaler Verglasung, Kellerfenster mit originaler Vergitterung, seitlicher Vorbau mit Eingang modernisiert, Dachgauben mit originaler farbiger Schieferdeckung. | 09236649   |
| Direkt Bild zu diesem Denkmal hochladen | Gasthaus Talschlösschen in offener Bebauung und zwei Nebengebäude | Markneukirchner Straße 87 (Karte)                                                    | Bezeichnet mit 1908 | Zeittypischer Putzbau mit historisierenden Elementen und markanter Dachlandschaft (Treppengiebel, Eckturm), von ortshistorischer und landschaftsprägender Bedeutung. Ecktürmchen mit geschweifter Haube und Wetterfahne, ursprüngliches Holzvorhaus reduziert und modernisiert. | 09236646   |
| Weitere Bilder                          | Kriegerdenkmal für die Gefallenen des Ersten Weltkrieges und Gedenktafel für drei im Deutsch-Französischen Krieg 1870/1871 Gefallene | Markt (Karte)                                                                        | 1925 (Kriegerdenkmal); nach 1871 (Gedenktafel)                                                                                        | Ortsgeschichtlich von Bedeutung. Kriegerdenkmal Erster Weltkrieg: platzprägendes Denkmal, Weihe 20. September 1925, Denkmal für 300 Adorfer Bürger, die im Ersten Weltkrieg gefallen waren, singuläre Anlage von stadtgeschichtlicher und künstlerischer Bedeutung, kreisrunder Sockel mit Treppenanlage, polygonaler Mittelteil, stufenförmig sich verjüngend mit vier Vollplastiken sowie Namen der Gefallenen. | 09245218   |
| Weitere Bilder                          | Rathaus | Markt 1 (Karte)                                                                      | 1895–1896 | Repräsentatives, ortsbildprägendes Bauwerk mit Türmchen, Fassade reich gegliedert, im Stil des Historismus (Neogotik und Neorenaissance), baugeschichtlich, ortsgeschichtlich und platzbildprägend von Bedeutung. Mit Ratskeller, Klinkerfassade, Gesimse roter Beton, rotgefärbter Beton als Zierelement, zum Beispiel Fenstergewände, originale, reich verzierte Haustür mit figuralem und ornamentalem Schmuck, Fassade reich gegliedert, Türmchen, Uhr, Eckquaderung, Balkon über Tür, Dreipass als Brüstungsverzierung, repräsentatives, ortsbildprägendes Bauwerk, nach Beschuss im Mai 1945 Veränderung des Giebels. | 09245205   |
|                                         | Wohnhaus eines Ackerbürgerhofes | Markt 6 (Karte)                                                                      | Bezeichnet mit 1768 | Schlichter Putzbau mit Tordurchfahrt und Mansarddach, schönes Torportal und geohrte Fenstergewände, baugeschichtlich und ortsgeschichtlich von Bedeutung. Zweigeschossig, fünf Achsen, Torportal datiert und Initialen „GWG“, Kreuzgewölbe im Hausflur, sowie alte Tür, originale Fenster- und Türgewände. | 09245204   |
| Weitere Bilder                          | Wohnhaus und daran angebautes Hofgebäude einer ehemaligen Posthalterei | Markt 8 (Karte)                                                                      | Vor 1800 | Schlichter Putzbau mit Tordurchfahrt und Mansarddach, 1699 Posthalterei eingerichtet, später Gasthaus, baugeschichtlich und ortsgeschichtlich von Bedeutung. Stichbogenportal mit Schlussstein, massiv, Korbbögen bei Fenstern, Tür aufgedoppelt, Tonnengewölbe, hintere Torbogen zugesetzt, in Tordurchfahrt alte Granitplatten, im Haus weilte Goethe am 3. und 4. Juli 1795. | 09245203   |
|                                         | Wohnhaus in geschlossener Bebauung, ehemals mit Apotheke (ehemalige Löwenapotheke) | Markt 9 (Karte)                                                                      | Um 1800 | Schlichter Putzbau mit Tordurchfahrt und hohem Satteldach, baugeschichtlich und ortsgeschichtlich von Bedeutung. Erdgeschoss massiv, Fachwerkobergeschoss, steiles Satteldach, reich verzierte, sehr schöne originale Haustür, Gitter. | 09245202   |
|                                         | Mietshaus in geschlossener Bebauung, ehemals Hotel Zum goldnen Löwen | Markt 9a (Karte)                                                                     | 1890 | Repräsentatives platzbildprägendes Gebäude am Markt, Klinkerfassade mit Balkon, im Stil des Historismus, baugeschichtlich und ortsgeschichtlich von Bedeutung. Klinkermischbauweise, Löwenköpfe über Tür, Läden, Balkon im Obergeschoss, Seitenrisalit, waagerechte Fensterverdachung im ersten Obergeschoss, im zweiten Obergeschoss Segment- und Dreiecksgiebelchen als Fensterverdachung, vier Achsen, dreigeschossig, Zahnschnittfries im Traufgesims. | 09299755   |
| Direkt Bild zu diesem Denkmal hochladen | Hinterhaus eines Ackerbürgerhofes | Markt 10a (Karte)                                                                    | Um 1800 | An der Hellgasse gelegen, Obergeschoss Fachwerk, große Tordurchfahrt, baugeschichtlich und ortsgeschichtlich von Bedeutung. Torbogen, Bruchsteinmauerwerk im Erdgeschoss, Stichbogen am Tor, Fachwerk-Obergeschoss, Satteldach, zum großen Teil mit Ziegelmauerwerk ausgefacht, gezapfte Holzverbindungen. | 09245201   |
|                                         | Wohnhaus und Scheune (Hinterhaus) eines Ackerbürgerhofes | Markt 12 (Karte)                                                                     | Um 1800 | Vorderhaus mit späterem Ladeneinbau, Obergeschoss Fachwerk, Krüppelwalmdach, Scheune in Fachwerkbauweise, baugeschichtlich und ortsgeschichtlich von Bedeutung | 09245192   |
|                                         | Wohnhaus in geschlossener Bebauung | Markt 17 (Karte)                                                                     | 2. Hälfte 18. Jahrhundert | Bis 1832 Wohn- und Schaffensort der Adorfer Orgelbauerfamilie Trampeli, später Stickereifabrik auf dem Gelände, barocker Putzbau mit Mansardwalmdach und Segmentbogenportal, wichtig für Ortsbild durch Kirchennähe, ortshistorische, städtebauliche und stadtentwicklungsgeschichtliche Bedeutung. Sieben Achsen, zweigeschossig, Fenster- und Türgewände original, Stichbogenportal, Fenster teilweise aus 2. Hälfte des 19. Jahrhunderts, teilweise Bauveränderungen, Bruchsteinmauerwerk, Dachausbau nachträglich, im Haus wurde am 11. August 1842 Reinhold Becker (Komponist und Ehrenchormeister der Dresdner Liedertafel) geboren. | 09245197   |
| Weitere Bilder                          | Evangelische Stadtkirche St. Michaelis mit Ausstattung | Markt 18 (Karte)                                                                     | 1904–1906 | Zentralbau mit Westturm, mit kompletter, qualitätvoller Innenausstattung der Bauzeit, stilistisch zwischen Neobarock und Jugendstil, Architekt: Alfred Müller, Leipzig, im Innern Sandsteinrelief mit Darstellung des Sündenfalls (1511) aus dem Vorgängerbau und Stadtwappen (1522) im südlichen Seitenschiff, Sakralbau von stadtbildprägender, ortsgeschichtlicher, künstlerischer und wissenschaftlicher Bedeutung. Wandverkleidung im Chor, Altar, Lesepult, Kanzel, Gestühl, Emporenbrüstung komplett im Originalzustand der Bauzeit, | 09245196   |
|                                         | Wohnhaus in geschlossener Bebauung und in Ecklage, ehemaliger Gasthof Wolfsschlucht | Markt 25 (Karte)                                                                     | 2. Hälfte 19. Jahrhundert | Schlichter Putzbau des 19. Jahrhunderts, sparsam dekorierte Fassade der 1920er/1930er Jahre, baugeschichtlich und ortsgeschichtlich von Bedeutung. Großes Tor, Mezzaningeschoss, zweigeschossig, originale Fenster, Putzstuck, über Tor plastisch gestaltet zwei Wolfsköpfe, eventuell ehemaliges Hotel, Ziegelmauerwerk im Erdgeschoss, vermutlich barockes Haus überformt, reicht mit Seitenflügel in Seitenstraße. | 09245195   |
|                                         | Wohnhaus in geschlossener Bebauung, mit Cáfe (Kaffee Jakob) | Markt 26 (Karte)                                                                     | 2. Hälfte 19. Jahrhundert | Markant gegliederte Putzbau mit Tordurchfahrt, baugeschichtlich und ortsgeschichtlich von Bedeutung. Zweigeschossig, neun Achsen, mit Torbogen und Ladeneingang Ende 19. Jahrhundert, reich gegliederte Fassade mit originalen Fenstern, Zahnschnittfries im Traufbereich im Obergeschoss, Lisenen, Türen betont. | 09245194   |
| Direkt Bild zu diesem Denkmal hochladen | Amtsgericht und seitliche Toreinfahrt | Markt 31 (Karte)                                                                     | 1846 | Dreigeschossiger stattlicher Massivbau in Ecklage zur Hohen Straße auf winkelförmigem Grundriss mit hohem Sockel aus Bruchsteinmauerwerk, Hauptfassade mit dem von Pilastern gerahmten Portikus, baugeschichtlich von Bedeutung | 09307504   |
| Direkt Bild zu diesem Denkmal hochladen | Wohnhaus und Hinterhaus eines Ackerbürgerhofes | Markt 32 (Karte)                                                                     | Bezeichnet mit 1783 | Vorderhaus schlichter Putzbau mit Tordurchfahrt und Mansarddach, schönes Torportal, Hinterhaus mit Fachwerk-Obergeschoss, baugeschichtlich und ortsgeschichtlich von Bedeutung. Stichbogenportal datiert mit 1783 und Initiale „S“, Tor aufgedoppelt mit Oberlicht, Kreuzstockfenster achtteilig, Fenstergewände mit Hohlkehle, sieben Achsen. - Hinterhaus: Fachwerk, Obergeschoss überkragend, Erdgeschoss massiv, gleiche Bauzeit wie Vordergebäude, Satteldach. - Vorderhaus mit Kreuzgewölbe im Laden und in Tordurchfahrt, Abortaustritt mit Kragstein an Hoftraufseite, Mansarddach. | 09245190   |
| Direkt Bild zu diesem Denkmal hochladen | Wohnhaus mit angebautem Hofgebäude eines Ackerbürgerhofes | Markt 34 (Karte)                                                                     | Vor 1800 | Schlichter Putzbau mit Tordurchfahrt und Mansarddach, schönes Portal, baugeschichtlich und ortsgeschichtlich von Bedeutung. Türportal mit Stichbogen und Fenstergewände im Originalzustand erhalten, vermutlich Kreuzgewölbe. | 09245215   |
|                                         | Wohnhaus eines Ackerbürgerhofes | Markt 37 (Karte)                                                                     | Vor 1800 | Mit späterem Ladeneinbau, schlichter Putzbau mit Tordurchfahrt und Mansarddach, schönes Torportal, baugeschichtlich und ortsgeschichtlich von Bedeutung. Zweigeschossig, fünf Achsen, Stichbogenportal, Laden entstellend, Schleppgauben. | 09245217   |
|                                         | Eisenbahnbrücke | Mehlthau (Karte)                                                                     | 1910–1911 | Natursteinbogenbrücke der Eisenbahnstrecke Plauen ob Bf–Bad Brambach–Cheb (6270, sä. PE), verkehrsgeschichtlich und technikgeschichtlich von Bedeutung | 09305305   |
| Direkt Bild zu diesem Denkmal hochladen | Wohnhaus eines Ackerbürgerhofes | Mehlthau 2 (Karte)                                                                   | 1. Drittel 19. Jahrhundert | Zeittypischer Spätbarockbau mit schönem Torportal in gutem Originalzustand von heimatgeschichtlicher Bedeutung. Verputztes Fachwerkobergeschoss, schönes Stichbogenportal mit Schlussstein, nachträglicher Ladeneinbau, Teile der originalen Fenstergewände erhalten, Fensteranordnung im Obergeschoss beibehalten, schön proportioniertes Mansarddach mit Schopf, Gewände mit Ohrung und Hohlkehle, Schlussstein unbezeichnet. Heimatgeschichtliche Bedeutung aufgrund des guten Originalzustandes und der Tatsache, dass nur wenige Bauten dieser Art in Adorf erhalten blieben. | 09236854   |
| Direkt Bild zu diesem Denkmal hochladen | Wohnhaus eines Ackerbürgerhofes | Mehlthau 7 (Karte)                                                                   | Bezeichnet mit 1818 | Spätbarockes Gebäude mit schönem Türportal in gutem Originalbestand von stadtgeschichtlicher Bedeutung. Wahrscheinlich ursprünglicher Ackerbürgerhof, Stichbogenportal mit Schlussstein, dort bezeichnet mit 1818, nicht vollständig lesbar, Prellstein am Tor, zweiflügliges, aufgedoppeltes Tor, profilierter Kämpfer, Oberlicht mit Sprossenteilung, schöne Fenstergewände im Erdgeschoss, nachträglicher Ladeneinbau, Bruchsteinmauerwerk, verputzt im Erdgeschoss, Obergeschoss Fachwerk verputzt (regelmäßig und engstielig), breit gelagerter Bau, rechte Haushälfte und Dachgeschoss verändert, ursprünglich wahrscheinlich Satteldach, schöner spätbarocker Bau mit Porphyrtuffgewänden, stadtgeschichtlich bedeutsam, weil eines der wenigen Bauwerke seiner Art in Adorf. | 09236853   |
|                                         | Wohnhaus in Ecklage und in geschlossener Bebauung | Mittelstraße 6 (Karte)                                                               | 2. Hälfte 19. Jahrhundert; Überformung bezeichnet mit 1913                                                                            | Stattlicher Putzbau des 19. Jahrhunderts, Reformstil-Fassade von 1913, baugeschichtlich und städtebaulich von Bedeutung. Zweigeschossig, schöne Haustür, Haustür und Fassadengliederung aus Bauphase 1918. | 09245219   |
| Direkt Bild zu diesem Denkmal hochladen | Eisenbahnbrücke über den Mühlweg | Mühlweg (Karte)                                                                      | Um 1900 | Brücke der Eisenbahnstrecke Adorf–Markneukirchen, verkehrsgeschichtlich und eisenbahngeschichtlich von Bedeutung. | 09236641   |
| Direkt Bild zu diesem Denkmal hochladen | Wohnhaus in offener Bebauung | Oelsnitzer Straße 5 (Karte)                                                          | Um 1900 | Künstlerisch anspruchsvoll gestalteter historisierender Klinkerbau von städtebaulicher Bedeutung. Zweigeschossiger Klinkerbau in für Adorfer Verhältnisse aufwändigerer Gestaltung, roter Klinker, Gurtgesims aus gelben Klinkern, schöner Treppenvorbau aus Holz, Geländer mit ausgesägten Docken, Treppe Klinker, Pultdach mit verzierten Sparrenköpfen, weiterer Holzzierat im Schweizer Stil, Fenster teilweise original, diese zweiflüglig mit Oberlicht, Ausgleichsbögen über Fensteröffnungen aus rotem und gelbem Klinker, Bänder gelber Klinker, kleiner Zwerchgiebel, am Giebel Rundbogenfenster, Dreieckgiebel schließt ab mit Segmentbogen, Wichtig aufgrund seiner künstlerischen Qualität, städtebaulich wichtig als Teil einer annähernd gleichzeitigen und gleichartigen Bebauung entlang der Oelsnitzer Straße. | 09246665   |
| Direkt Bild zu diesem Denkmal hochladen | Ehemaliges Wohnstallhaus | Oelsnitzer Straße 6 (Karte)                                                          | Nach 1800 | Zweigeschossiger Putzbau, geohrte Fenstergewände und geohrtes Türportal, von regionalhistorischem Wert. Im Obergeschoss Fachwerk teilweise erhalten beziehungsweise teilweise massiv ersetzt, Krüppelwalmdach, im Erdgeschoss Fenstergewände mit einer Hohlkehle aus Naturstein mit Ohrung, Fenster 20. Jahrhundert, Erdgeschoss noch weitestgehend original erhalten. Heimatgeschichtlich wichtig als eines der wenigen noch erhaltenen bäuerlichen Anwesen der Stadt Adorf, dokumentiert damit Entwicklung der Stadt am Giebeldreieck, regionalhistorische Bedeutung als Dokument der Schulgeschichte im Zusammenhang mit der noch erhaltenen alten Schule, recht guter Originalzustand. | 09246663   |
| Direkt Bild zu diesem Denkmal hochladen | Wohnhaus | Oelsnitzer Straße 11 (Karte)                                                         | Um 1900 | Vermutlich ehemaliges Fabrikationsgebäude, zeit- und ortstypischer Klinkerbau in gutem Originalzustand von städtebaulicher und regionalhistorischer Bedeutung. Ähnlich gestaltet wie Nachbarhaus, jedoch aufwendiger, Seitenrisalite dreigeschossig, Eingang im linken Seitenrisalit mit großem zweiflügligen Holztor mit Oberlicht, Segmentbogenfenster, Gurtgesims als Zahnschnittfries ausgebildet, Pilastergliederung aus gelben Klinkern, Haus roter Klinker, über Fenstern Ausgleichsbögen gelber Klinker, im Dachbereich verändert. | 09246667   |
| Direkt Bild zu diesem Denkmal hochladen | Wohnhaus (über winkelförmigem Grundriss) eines Mühlenanwesens | Oelsnitzer Straße 12, 14 (Karte)                                                     | Bezeichnet mit 1796 | Einfacher Putzbau, schönes Türportal, Anwesen von ortsgeschichtlicher und städtebaulicher Bedeutung. Vermutlich ehemaliger Ackerbürgerhof, großes, winklig gebautes Gebäude, verputzt, zweigeschossig, vermutlich Bruchsteinbau, Fenstergewände aufwendig gestaltet mit Ohrung beziehungsweise waagerechter Fensterverdachung, qualitätvolles Natursteinportal mit Schlussstein, dieser bezeichnet mit „I C H 1796“, Fenster und Haustür erneuert, aufgrund seiner Lage und seiner Proportionen bestimmend für das Straßenbild, verschiedene Bauphasen, ohne nachträgliche Anbauten, Satteldach mit Aufschieblingen. | 09246668   |
| Direkt Bild zu diesem Denkmal hochladen | Wohnhaus in halboffener Bebauung und zwei Fabrikationsgebäude im Hof einer ehemaligen Lederfabrik F. A. Müller & Co. | Oelsnitzer Straße 13 (Karte)                                                         | Um 1900 | Zeit- und ortstypischer Fabrikations- und Wohnbau in gutem originalen Zustand von ortsgeschichtlichem und städtebaulichem Wert. Bezeichnet über Eingang mit „F. A. Müller & co. Lederfabrik“, zweigeschossiger Klinkerbau mit dreiachsigem Zwerchhaus, roter Klinker, Gurtgesims als Zahnschnittfries ausgebildet, Zierelemente gelber Klinker, Gesims zwischen Sockel- und Erdgeschoss, Kranzgesims leicht profiliert, Zwerchhaus mit flachgeneigtem Dreieckgiebel, dort verziert mit gelben Klinkern, zwei Rundfenster im Giebeldreieck, Satteldach, zwei Gauben Satteldach mit Leergespärre, Segmentbogenfenster, Fenster alle erneuert, zweiflüglige Haustür mit sprossengeteiltem Oberlicht, Kämpfer mit Zahnschnittfries, Fabrikationskomplex in mehreren Phasen errichtet, an Vordergebäude winkliges dreigeschossiges Klinkergebäude angebaut, weiterhin parallel zur Straße zwei aneinandergebaute Gebäude, davon das eine zweigeschossig mit Drempel und ein dreigeschossiges, Gestaltung wie Vorderhaus, Satteldächer, Blendgiebel, ursprünglich mit Inschrift, nicht mehr vollständig lesbar, bedeutsam als geschlossene Anlage. | 09246666   |
|                                         | Ehemalige Teppichfabrik (Halbmond Teppichwerke, Kunstweberei Claviez & Co., Firma Adoros) | Oelsnitzer Straße 58 (Karte)                                                         | Um 1905; Umbau 1930er Jahre | Geschlossen erhaltene Industrieanlage in zeitgemäßer architektonischer Gestaltung, ehemals bedeutendster Arbeitgeber Adorfs mit Auswirkung auf die Stadtentwicklung, städtebaulich, ortsgeschichtlich und industriegeschichtlich wertvoll. 1905 erbaut durch Emil Claviez (Textilunternehmer) als „Sächsische Kunstweberei Claviez & Co. AG“, in den 1930er Jahren Umbildung zur Firma Adoros (Teppichfabrik Adorf-Roßbach) nach Zusammenschluss der böhmischen Roßbacher Teppichfabrik Wenzel, Hummel & Co. (in Roßbach/Hranice) mit der Adorfer Firma Claviez zu Adoros-Teppichwerke, 1953 Zusammenfassung der Firmen Koch & te Kock in Oelsnitz/V., Adoros in Adorf/V. und Tefzet (Teppichfabrik-Zentrale AG Leipzig) in Oelsnitz/V. zum VEB Halbmond Teppichwerke, Standort Adorf. Bedeutender, das Ortsbild prägender Fabrikkomplex in zeitgemäßer architektonischer Gestaltung und technischer Ausführung, einzigartig in Region, bedeutendster Arbeitgeber Adorfs mit Auswirkung auf die Stadtentwicklung. | 09236845   |
| Direkt Bild zu diesem Denkmal hochladen | Stadtmauer (Johannisstraße, Graben, Pfortenberg und Roter-Turm-Weg) mit Basteiturm (Johannisstraße) und Pulverturm (Graben) | Pfortenberg (Johannisstraße, Graben, Roter-Turm-Weg) (Karte)                         | Seit Mitte 14. Jahrhundert | Reste der historischen Stadtbefestigung, ortsgeschichtlich von Bedeutung. | 09245206   |
| Direkt Bild zu diesem Denkmal hochladen | Wohnhaus (Nr. 1) und Hinterhaus (Nr. 1a) eines Ackerbürgerhofes | Reinhold-Becker-Straße 1, 1a (Karte)                                                 | 2. Hälfte 18. Jahrhundert | Wohnhaus mit Lage zum Markt, schlichter Putzbau mit steilem Krüppelwalmdach, zum Teil auch Ziegelfassade, baugeschichtlich und ortsgeschichtlich von Bedeutung. - Wohnhaus: zweigeschossig, vier Achsen, Erdgeschoss massiv - Hinterhaus: zweigeschossig, Erdgeschoss Bruchstein, Reste in Blockbauweise erhalten, Obergeschoss Fachwerk, Streben, gezapfte Holzverbindungen, Lehmausfachung, Giebel verbrettert, ursprünglich vermutlich Speicherfunktion | 09245189   |
| Direkt Bild zu diesem Denkmal hochladen | Scheune eines Bauernhofes | Remtengrüner Weg 1 (Karte)                                                           | Vor 1800 | Landschaftstypische, verbretterte Fachwerkscheune, teilweise ausgeblockt, baugeschichtlich von Bedeutung. Eine Tenne, vermutlich zwei Bansen, eingeschossig, Fachwerk verbrettert, im unteren Bereich ausgeblockt, Satteldach. | 09245224   |
| Direkt Bild zu diesem Denkmal hochladen | Scheune eines Häusleranwesens | Remtengrüner Weg 3 (Karte)                                                           | Vor 1800 | Landschaftstypische, verbretterte Fachwerkscheune, teilweise ausgeblockt, baugeschichtlich von Bedeutung. Eine Tenne, ein Bansen, Tenne mit Bohlenbelag, steiles Satteldach, alle Holzverbindungen durch Verzapfen hergestellt, ursprünglich Holzschindeldeckung, diese unter heutiger Deckung erhalten. | 09246664   |
| Direkt Bild zu diesem Denkmal hochladen | Villa, jetzt Kindergarten, mit Garten | Remtengrüner Weg 17 (Karte)                                                          | Um 1905 | Zeittypischer repräsentativer Putzbau mit hohem Dachaufbau und farbig gefasstem, qualitätvollem floralem Dekor mit Jugendstilanklang, baugeschichtlich und ortsgeschichtlich von Bedeutung. - Villa: guter Originalzustand, wissenschaftlicher und ortsbildprägender Wert, zweigeschossig, bemerkenswerter Eingang mit kolossalen Stützen und vorkragendem Dach, markante Schweifgiebel, besonders derjenige an der Gartenseite, Fassade und Inneres nahezu komplett erhalten, in Originalzustand: Fenster inklusive Verglasung, Haustüren, Treppenhaus, Türen etc., lediglich an Terrasse seitlich einige Fenster erneuert, Nebentür vermauert (bezeichnet mit 1969) - Garten (Nebenanlage): mit Teich im Südosten (verlandet) und wertvollem Altbaumbestand, unter anderem Rot-Eichen (Quercus rubra), Berg-Ahorn (Acer pseudoplatanus), Buchen (Fagus sylvatica), Eschen (Fraxinus excelsior) und Lärchen (Larix decidua), ehemals wohl aufwändig gestalteter Villengarten | 09236653   |
| Direkt Bild zu diesem Denkmal hochladen | Stadtmauer (Johannisstraße, Graben, Pfortenberg und Roter-Turm-Weg) mit Basteiturm (Johannisstraße) und Pulverturm (Graben) | Roter-Turm-Weg (Johannisstraße, Graben, Pfortenberg) (Karte)                         | Seit Mitte 14. Jahrhundert | Reste der historischen Stadtbefestigung, ortsgeschichtlich von Bedeutung. | 09245206   |
| Direkt Bild zu diesem Denkmal hochladen | Ehemalige Gerberei | Sand 8 (Karte)                                                                       | Um 1800 | Gut erhaltener spätbarocker Handwerksbau mit reicher originaler Ausstattung, ortsgeschichtlich von Bedeutung. Dreigeschossiger Putzbau, Erdgeschoss Bruchsteinmauerwerk, hofseitig großes Tor mit Stichbogenportal und Schlussstein (ursprünglich zur Durchfahrt gehörend), Obergeschoss hofseitig Fachwerk, straßenseitig durch Mauerwerk ersetzt, im Inneren guter Hausbestand und feste Ausstattung der Gerberei erhalten, um 1800 in Elsteraue, nahe Fluss erbaut, Standort der Lohgerber, in der rechten Haushälfte befanden sich Hausflur, Küche, Kammern, Zimmer und Gerbereiwerkstatt, dieser Hausteil noch weitestgehend erhalten, 1911 in diesem Bereich Abbruch der gezogenen Esse, in der linken Haushälfte befanden sich Lager und Stall, 1922 dort Umbauten, unter anderem Kreuzgratgewölbe beseitigt, Einbau der neuen Grubenanlagen der Gerberei, diese heute noch unverändert erhalten, Dachgeschoss ursprünglich als Trockenboden genutzt, war an Hofseite offen (heute nur verkleidet), Rahmenfüllungstüren aus Erbauungszeit, 1948 Fachwerk teilweise durch Mauerwerk ersetzt im ersten Obergeschoss, besterhaltene historische Gerberei von Adorf. | 09235039   |
| Direkt Bild zu diesem Denkmal hochladen | Wohnstallhaus, Scheune und zwei Seitengebäude mit Schuppenanbauten eines Vierseithofes | Schadendeck 10 (Karte)                                                               | 19. Jahrhundert (Wohnstallhaus); frühes 20. Jahrhundert (Scheune)                                                                     | Alte Ortslage Schadendeck, Wohnstallhaus mit verkleidetem Fachwerk-Obergeschoss, Scheune verbrettert, geschlossen erhaltener Bauernhof von heimatgeschichtlicher Bedeutung. - Fenster teilweise original, Wohnstallhaus mit vermutlich erhaltener Blockstube, zweigeschossig, Fachwerkobergeschoss verbrettert beziehungsweise verkleidet, flachgeneigtes Satteldach, Eingangsbereich erneuert, Sockel entstellend verkleidet, Erdgeschoss teilweise massiv - Anbau: eingeschossig, Satteldach, holzverkleidet, daran Anbau: Schuppen Fachwerkobergeschoss verbrettert, Satteldach, Erdgeschoss massiv, Holztor und Mauer - Scheune: eingeschossig mit Drempelgeschoss, Heuaufzug, flachgeneigtes Satteldach, 19. Jahrhundert, holzverbrettert - Seitengebäude: im Winkel zu Wohnhaus stehend, um 1900, Erdgeschoss verändert, massiv, Fachwerkobergeschoss verbrettert, Satteldach, leicht überformt und erneuert, wichtig als Bestandteil des Vierseithofes - Scheune noch mit Ausblockung im Sockelbereich, daher vermutlich relativ alt | 09236655   |
| Direkt Bild zu diesem Denkmal hochladen | Wohnstallhaus und Scheune eines Bauernhofes | Schadendeck 18 (Karte)                                                               | 1. Hälfte 19. Jahrhundert (Wohnstallhaus); nach 1900 (Scheune)                                                                        | Alte Ortslage Schadendeck, Fachwerk verbrettert, mit vermutlich erhaltener Blockstube im Wohnstallhaus, heimatgeschichtlich bedeutsames Anwesen. Fachwerk erhalten, Blockstube mit Fenstern, Balken und Türen noch original, Erdgeschoss im Eingangsbereich und Stallteil massiv und verputzt, Holzverschalung der Blockstube später (nach 1945), Fenster teilweise erneuert. | 09236650   |
| Direkt Bild zu diesem Denkmal hochladen | Wohnhaus, Seitengebäude und Scheune eines Bauernhofes | Schadendeck 22 (Karte)                                                               | 19. Jahrhundert | Alte Ortslage Schadendeck, Wohnhaus Obergeschoss Fachwerk verbrettert, landschaftsprägende Hofanlage, baugeschichtlich von Bedeutung | 09236651   |
| Direkt Bild zu diesem Denkmal hochladen | Mietshaus in geschlossener Bebauung | Schulstraße 8 (Karte)                                                                | Um 1900 | Zeittypischer historisierender Klinker-Werkstein-Bau von städtebaulichem Wert. Dreigeschossig und Dachgeschoss, Erdgeschoss Werksteinsockel, Obergeschoss Klinker, Fenster mit historisierender Werksteineinfassung, nur Haustür original. | 09236616   |
|                                         | Wohnhaus in Ecklage und in geschlossener Bebauung | Schulstraße 9 (Karte)                                                                | Um 1900 | Mit Eckladen, zeittypischer roter Klinkerbau von städtebaulichem Wert. Zweigeschossig, dreiseitiger Eckbereich dreigeschossig, eine originale Dachgaube (Ecke zur Lessingstraße) erhalten, Fenster und Haustür erneuert. | 09236619   |
| Direkt Bild zu diesem Denkmal hochladen | Mietshaus in geschlossener Bebauung | Schulstraße 10 (Karte)                                                               | Um 1900 | Mit Laden, zeittypischer historisierender roter Klinkerbau mit Werksteinelementen von wissenschaftlichem und städtebaulichem Wert. Dreigeschossig, traufständig, Steildach, seitlicher Risalit mit viertem Geschoss, historisierende Elemente (Fenstereinfassungen mit Dreiecksgiebel und Frauenköpfen), originale Haustür, Fenster und Ladenzone erneuert. | 09236623 . |
| Direkt Bild zu diesem Denkmal hochladen | Mietshaus in Ecklage in geschlossener Bebauung | Schulstraße 17 (Karte)                                                               | Um 1910 | Zeittypischer, repräsentativer Putzbau von städtebaulichem und wissenschaftlichem Wert. Zwei-/dreigeschossig, hoher abfallender Sockel, an der Ecke dreiseitig abgeschnitten, Knickgiebel mit sparsamem floralem Dekor, repräsentativer Hauseingang. | 09236591   |
| Direkt Bild zu diesem Denkmal hochladen | Wohnhaus in Ecklage und in halboffener Bebauung, ehemals Apotheke | Schützenstraße 2 (Karte)                                                             | Vor 1800, später überformt | Platzbildprägende Lage am Markt, schlichter Putzbau, oberstes Geschoss in Fachwerkbauweise, baugeschichtlich und ortsgeschichtlich von Bedeutung. Aufgestockt, Erdgeschoss stark verändert, Inneres mit Kreuzgewölben komplett erhalten. | 09245216   |
|                                         | Turnhalle in offener Bebauung | Schützenstraße 7 (Karte)                                                             | 1905 | Zeittypischer Putzbau mit Fachwerk- und Klinkerelementen von geschichtlichem und städtebaulichem Wert | 09236639   |
| Direkt Bild zu diesem Denkmal hochladen | Zwei Stadtscheunen | Schützenstraße 16, 16a (bei) (Karte)                                                 | Ende 19. Jahrhundert | Zeit- und landschaftstypische, einzeln stehende verbretterte Scheunen von städtebaulicher und stadtgeschichtlicher Bedeutung | 09236842   |
| Direkt Bild zu diesem Denkmal hochladen | Stadtscheune | Schützenstraße 22 (bei) (Karte)                                                      | 19. Jahrhundert | Landschafts- und zeittypische, verbretterte Fachwerkscheune, baugeschichtlich von Bedeutung | 09246662   |
| Direkt Bild zu diesem Denkmal hochladen | Stadtscheune | Schützenstraße 24 (bei) (Karte)                                                      | Vor 1900 | Verbretterte Fachwerkscheune von wissenschaftlichem Wert | 09236638   |
| Direkt Bild zu diesem Denkmal hochladen | Wohnhaus in offener Bebauung | Storchenstraße 3 (Karte)                                                             | 19. Jahrhundert | Obergeschoss Fachwerk verkleidet, landschaftstypische Bauweise, baugeschichtlich von Bedeutung. Erdgeschoss massiv, Satteldach, schöne Kreuzstockfenster. | 09245221   |

## Arnsgrün
| Bild                                    | Bezeichnung                                              | Lage                            | Datierung                                           | Beschreibung | ID       |
| --------------------------------------- | -------------------------------------------------------- | ------------------------------- | --------------------------------------------------- | --- | -------- |
| Direkt Bild zu diesem Denkmal hochladen | Wassertrog im Hof eines Bauernhofes                      | Adorfer Straße 6 (Karte)        | Bezeichnet mit 1816                                 | Steinerne Pferdetränke im Hof, regionalgeschichtlich von Bedeutung. Granit, mit Relief und Inschrift. | 08980140 |
| Direkt Bild zu diesem Denkmal hochladen | Kriegerdenkmal für die Gefallenen des Ersten Weltkrieges | Adorfer Straße 6 (bei) (Karte)  | Nach 1918                                           | Ortsgeschichtlich von Bedeutung, Granit poliert | 08980139 |
| Direkt Bild zu diesem Denkmal hochladen | Wohnstallhaus eines Bauernhofes                          | Adorfer Straße 20 (Karte)       | Um 1850                                             | Wichtiges Zeugnis vogtländischer Bautradition, als eines der ältesten erhaltenen Gebäude im Ort von regionalhistorischer Bedeutung. Erdgeschoss verbrettert, Giebel verschiefert, Satteldach hofseitig, Schleppgaupe und liegendes Dachfenster neu, Stall verputztes Bruchsteinmauerwerk. | 08980141 |
| Direkt Bild zu diesem Denkmal hochladen | Wohnstallhaus und Scheune eines Zweiseithofes            | Arnsgrün, Bergstraße 20 (Karte) | Vor 1800 (Wohnstallhaus); 19. Jahrhundert (Scheune) | Regionaltypische Holzbauweise, von baugeschichtlicher Bedeutung | 09306838 |

## Freiberg
| Bild                                    | Bezeichnung | Lage                               | Datierung                                                                       | Beschreibung | ID       |
| --------------------------------------- | --- | ---------------------------------- | ------------------------------------------------------------------------------- | --- | -------- |
| Direkt Bild zu diesem Denkmal hochladen | Wohnstallhaus | Bergener Straße 12 (Karte)         | Um 1800                                                                         | Eingeschossiges Gebäude, zum Teil verbrettert, selten gut im Originalzustand erhaltener Bau in vogtlandtypischer Konstruktion, wertvolles Zeugnis ländlichen Bauens als eines der ältesten Gebäude im Ort, von baugeschichtlicher Bedeutung. Wohn- und Stallteil als Block nur Zwischenstück aus Lehm (ehemals Ofen) hoher Kniestock, Fase, teils verbrettert, Blechdach mit Holzschindeln. | 08980116 |
| Direkt Bild zu diesem Denkmal hochladen | Kriegerdenkmal für die Gefallenen des Ersten Weltkrieges sowie Denkmalplatz mit Gehölzanpflanzung                      | Bergener Straße 32 (neben) (Karte) | Nach 1918                                                                       | Ortsgeschichtlich von Bedeutung, Stein mit Namen | 08980118 |
| Direkt Bild zu diesem Denkmal hochladen | Sachgesamtheit Rittergut Freiberg                                                                                      | Leubethaer Straße 1, 3 (Karte)     | Um 1800 (Herrenhaus); um 1870 (Gutsverwalterhaus); um 1900 (Wirtschaftsgebäude) | Sachgesamtheit Rittergut Freiberg bei Adorf (Vogtl.), mit folgenden Einzeldenkmalen: Herrenhaus (Nr. 1), Gutsverwalterhaus (Nr. 3) und zwei Wirtschaftsgebäude (zu Nr. 3) sowie Reste der Zufahrtsallee; Herrenhaus schlichter Putzbau mit hohem Walmdach und altem Portal, baugeschichtliche und ortsgeschichtliche Bedeutung | 09304860 |
| Direkt Bild zu diesem Denkmal hochladen | Herrenhaus (Nr. 1), Gutsverwalterhaus (Nr. 3) und zwei Wirtschaftsgebäude (zu Nr. 3), Einzeldenkmal zu ID-Nr. 09304860 | Leubethaer Straße 1, 3 (Karte)     | Um 1800 (Herrenhaus); um 1870 (Gutsverwalterhaus); um 1900 (Wirtschaftsgebäude) | Einzeldenkmale der Sachgesamtheit Rittergut Freiberg; Herrenhaus schlichter Putzbau mit hohem Walmdach und altem Portal, baugeschichtliche und ortsgeschichtliche Bedeutung. - Herrenhaus: Durch Hanglage dreigeschossig, massive Bruchsteinmauer verputzt, Säulenportal Walmdach, - Stallgebäude: (Ziegel) verputzt, Satteldach mit Giebel, Granitgewände - Stall/Remise: Ehemalige Kumthalle, teils vermauerte Ziegelbögen, Satteldach - Wohnhaus/Gutsverwalterhaus: Ziegelgliederung, zwei Geschosse, tonnengewölbter Keller - Reste einer Allee aus stattlichen Rot-Buchen (Fagus sylvatica) entlang der Zufahrt von der Leubethaler Straße | 08980120 |
| Direkt Bild zu diesem Denkmal hochladen | Wohnstallhaus eines Bauernhofes                                                                                        | Weidigter Weg 1 (Karte)            | Bezeichnet mit 1776                                                             | Eingeschossiges Gebäude, Giebel verbrettert, selten gut erhaltener Originalzustand in vogtlandtypischer Konstruktion, wertvolles Zeugnis ländlichen Bauens, eines der ältesten Gebäude des Ortes, mit baugeschichtlicher Bedeutung. - Wohnstallhaus: Block, Balkendecke, Rest der schwarzen Küche, Sockel massiv, Block verbrettert - Stall: massiv, Giebel und Kniestock verbrettert, Blechdach mit originalen Holzschindeln, originale Wendeltreppe | 08980119 |

## Gettengrün
| Bild                                    | Bezeichnung                                                                                   | Lage                        | Datierung                                                 | Beschreibung | ID       |
| --------------------------------------- | --------------------------------------------------------------------------------------------- | --------------------------- | --------------------------------------------------------- | --- | -------- |
| Direkt Bild zu diesem Denkmal hochladen | Wohnstallhaus und Wasserhaus                                                                  | Am Berg 10 (Karte)          | Nach 1880                                                 | Authentisch im Originalzustand gebliebenes, vogtlandtypisches Bauernhaus, wertvolles Zeugnis ländlicher Bautradition, Denkmal der Ortsgeschichte mit ortsbildprägender Lage. - Wohnstallhaus: Verbrettert, Satteldach altdeutsche Schieferdeckung - Innen: im Erdgeschoss mit Holzdecken in der Küche und in der Stube, kleinem ehemaligem Wasserhaus (heute Waschraum), kleiner Stall mit Stallfenster sowie Schieferplatten im Hausflur, eine Rahmenfüllungstür sowie Brettertür aus der Erbauungszeit, im Stubenbereich noch Kastenfenster mit Sechserteilung sowie Fensterläden (nicht aus der Erbauungszeit) | 08980127 |
| Direkt Bild zu diesem Denkmal hochladen | Zollbeamtenwohnhaus (Doppelhaus)                                                              | Birkenweg 1, 2 (Karte)      | 1936                                                      | Ensemble von drei Doppelwohnhäusern (mit Nummer 3/4 und 5/6), landschaftsprägender Bau mit typischen Details (Schieferdach, Fensterläden) in weitgehend unveränderter Originalität, im Heimatstil, Denkmal der Ortsgeschichte. Eingeschossig, Bruchsteinsockel, Putzfassade, Satteldach mit altdeutscher Schieferdeckung, zwei seitliche Nebengebäude verbrettert, 4 × 2 Achsen, Sockel Naturstein-Schichtmauerwerk, Erdgeschoss verputzt, Rechteckfenster mit Fensterklappläden mit Lamellen, Giebeldreieck verschiefert, Satteldach geschweift mit Schieferdeckung, giebelseitiger Wirtschaftsanbau.            | 08980465 |
| Direkt Bild zu diesem Denkmal hochladen | Zollbeamtenwohnhaus (Doppelhaus)                                                              | Birkenweg 3, 4 (Karte)      | 1936                                                      | Ensemble von drei Doppelwohnhäusern (mit Nummer 1/2 und 5/6), landschaftsprägender Bau mit typischen Details (Schieferdach, Fensterläden) in weitgehend unveränderter Originalität, im Heimatstil, Denkmal der Ortsgeschichte. Eingeschossig, Bruchsteinsockel, Putzfassade, Satteldach mit altdeutscher Schieferdeckung, zwei seitliche Nebengebäude verbrettert, 4 × 2 Achsen, Sockel Naturstein-Schichtmauerwerk, Erdgeschoss verputzt, Rechteckfenster mit Fensterklappläden mit Lamellen, Giebeldreieck verschiefert, Satteldach geschweift mit Schieferdeckung, giebelseitiger Wirtschaftsanbau.            | 08980466 |
| Direkt Bild zu diesem Denkmal hochladen | Zollbeamtenwohnhaus (Doppelhaus)                                                              | Birkenweg 5, 6 (Karte)      | 1936                                                      | Ensemble von drei Doppelwohnhäusern (mit Nummer 1/2 und 3/4), landschaftsprägender Bau mit typischen Details (Schieferdach, Fensterläden) in weitgehend unveränderter Originalität, im Heimatstil, Denkmal der Ortsgeschichte. Eingeschossig, Bruchsteinsockel, Putzfassade, Satteldach mit altdeutscher Schieferdeckung, zwei seitliche Nebengebäude verbrettert. 4 × 2 Achsen, Sockel Naturstein-Schichtmauerwerk, Erdgeschoss verputzt, Rechteckfenster mit Fensterklappläden mit Lamellen, Giebeldreieck verschiefert, Satteldach geschweift mit Schieferdeckung, giebelseitiger Wirtschaftsanbau.            | 08980467 |
| Direkt Bild zu diesem Denkmal hochladen | Wohnhaus                                                                                      | Höhenweg 3 (Karte)          | 1765                                                      | Ländliches Gebäude in Blockbauweise und Fachwerkbauweise, ausgesprochen wertvoller und selten erhaltener Bau mit vogtlandtypischen Konstruktionsdetails, wichtiges Zeugnis der Baugeschichte. - Ehemaliges Ausgedingehaus (?), eingeschossig, Satteldach (Blech), Rest der Schwarzen Küche, Blockbau - Keller: Ziegeltonne - Innen: Bohlendecke, Giebel Fachwerk | 08980133 |
|                                         | Ehemalige Schule, heute Dorfgemeinschaftshaus                                                 | Höhenweg 21 (Karte)         | 1900 laut Auskunft                                        | Markanter neogotischer Bau, in Fassadengliederung und Gestalt im Originalzustand erhaltenes Zeugnis der Baugeschichte und Ortsgeschichte. Sechs Achsen, zwei Geschosse, Seitenrisalit mit Giebel, Klinkerfassade, Satteldach (Dachpappe), Sockelschiefer, roter Klinker mit glasierten Ziegeln im Wechsel und gelben Klinkern, Schauwand mit Ornamentgliederung. Original: Eingangstüre, Windfangtüre. Von 1900 bis 1955 als Schule genutzt. | 08980130 |
|                                         | Kriegerdenkmal für die Gefallenen des Ersten Weltkrieges                                      | Höhenweg 21 (neben) (Karte) | Nach 1918                                                 | Ortsgeschichtlich von Bedeutung, Stein mit Relief und eingesetzte Namensplatte | 08980129 |
| Direkt Bild zu diesem Denkmal hochladen | Wohnstallhaus eines Bauernhofes                                                               | Poststraße 1 (Karte)        | Um 1850                                                   | Eingeschossiges Gebäude, Giebel verbrettert, weitgehend original erhaltenes Zeugnis vogtlandtypischer Bauweise, als eines der ältesten Bauten im Ort von ortsgeschichtlicher und baugeschichtlicher Bedeutung. Erdgeschoss verputzt (Block, Umgebinde?), Giebel verbrettert, Satteldach, Stall massiv, seitlich 1920er Jahre Anbau. | 08980135 |
| Direkt Bild zu diesem Denkmal hochladen | Zollbeamtenwohnhaus (Doppelhaus)                                                              | Poststraße 8, 9 (Karte)     | Um 1936                                                   | Markanter landschaftstypischer Bau der 1930er Jahre in Originalgestaltung, im Heimatstil, Denkmal der Ortsgeschichte. Sockel Buckelquader, Satteldach. | 08980131 |
| Direkt Bild zu diesem Denkmal hochladen | Zollbeamtenwohnhaus (Doppelhaus)                                                              | Poststraße 10, 11 (Karte)   | Um 1936                                                   | Markanter landschaftstypischer Bau der 1930er Jahre in Originalgestaltung, im Heimatstil, Denkmal der Ortsgeschichte. Sockel, Buckelquader, Satteldach. | 08980132 |
| Direkt Bild zu diesem Denkmal hochladen | Wohnstallhaus und Scheune eines Zweiseithofes                                                 | Roßbacher Straße 9 (Karte)  | 19. Jahrhundert                                           | Eingeschossiges Gebäude mit Fachwerkgiebel, in landschaftsprägender Lage, Zeugnis ländlichen Bauens, Denkmal der Baugeschichte und Ortsgeschichte. Verputzt, Satteldach, Stallteil Bruchstein, hoher Kniestock, Scheune verbrettert. | 08980137 |
| Direkt Bild zu diesem Denkmal hochladen | Müllerwohnhaus (Wohnstallhaus) und Scheune eines Mühlenanwesens, sowie Rest der Mühlentechnik | Zinnbachstraße 7 (Karte)    | Im Kern 17. Jahrhundert (Mühle); um 1800 (Müllerwohnhaus) | Denkmal der Ortsgeschichte und städtebauliche Bedeutung, in Struktur und Resten der Ausstattung erhalten, auch von technikgeschichtlicher Bedeutung. Stark verändert, Reste des Mühlgrabens und der Ausstattung erhalten, um 1700 Dachstuhl. | 08980136 |
| Direkt Bild zu diesem Denkmal hochladen | Wohnstallhaus und Scheune eines Bauernhofes                                                   | Zinnbachstraße 25 (Karte)   | Um 1850                                                   | Eingeschossiges Wohnstallhaus in vogtlandtypischer Bauweise, geschlossen erhaltener und im Originalzustand befindlicher Bauernhof, als eines der ältesten Gebäude im Ort von baugeschichtlicher und ortshistorischer Bedeutung. Eventuell Block erhalten, verputzt, hofseitig Dachüberstand mit Balkenköpfen, Holzdachrinne, Lehmstock, Bruchsteinstallteil, Blechdach mit Holzschindeln, alte Fenster. | 08980134 |

## Jugelsburg
| Bild                                    | Bezeichnung                                                                                                   | Lage                             | Datierung                                             | Beschreibung | ID       |
| --------------------------------------- | --- | -------------------------------- | ----------------------------------------------------- | --- | -------- |
| Direkt Bild zu diesem Denkmal hochladen | Wohnstallhaus                                                                                                 | Am Vogelherd 25 (Karte)          | 19. Jahrhundert                                       | Landschaftstypisches eingeschossiges Gebäude im Originalzustand, Giebel verbrettert, baugeschichtlich von Bedeutung | 09236663 |
| Direkt Bild zu diesem Denkmal hochladen | Wohnhaus, Scheune und Vorgarten einer ehemaligen Gärtnerei                                                    | Bergsteig 8 (Karte)              | Um 1910                                               | Weitgehend im Originalzustand, wissenschaftlicher und regionalhistorischer Wert. - Wohnhaus: Zeittypisch, schlicht, eingeschossig, Putzbau mit zum Teil massiv ausgebautem steilem Krüppelwalmdach - Nebengebäude: In Art einer Holzscheune, Originalzustand, Einfahrtstor erhalten, verbrettert | 09236659 |
|                                         | Kriegerdenkmal für die Gefallenen des Ersten Weltkrieges                                                      | Bergsteig 10 (gegenüber) (Karte) | Nach 1918                                             | Ortsgeschichtlich von Bedeutung. Bezeichnet mit „1914–1918“, Granitblock mit Namen der Gefallenen | 09236665 |
| Direkt Bild zu diesem Denkmal hochladen | Wohnhaus und Seitengebäude (mit angebauter Garage), Einfriedung, Gartenpavillon und Brunnen eines Bauernhofes | Hauptstraße 7 (Karte)            | 19. Jahrhundert (Bauernhaus); um 1910 (Seitengebäude) | Schlichte holzverschalte Häuser eines Häusleranwesens von landschaftsprägendem und ortsbildprägendem Wert (Lage an der Straßengabelung) sowie wissenschaftlicher Bedeutung. Originalzustand, bemerkenswerte Dachform des Wirtschaftsgebäudes. - Wohnhaus: Dach erneuert; zwischen 2014 und 2016 abgerissen - Nebengebäude: In dieser Art in Region selten, originales Dach (Kielbogen mit Karnies), gesamte Anlage noch original - Garten: Im Garten vierseitiger Holzpavillon mit Knauf sowie hölzerner Ziehbrunnen, ebenfalls noch original | 09236658 |
| Direkt Bild zu diesem Denkmal hochladen | Wohnstallhaus                                                                                                 | Hofloh 8 (Karte)                 | Anfang 19. Jahrhundert                                | Landschaftstypisches Bauernhaus, ursprünglich wohl zum Rittergut gehörend, von baugeschichtlichem und ortsgeschichtlichem Wert. Eingeschossig, schlicht, ausgebautes Dachgeschoss, Wohnteil mit originaler Blockstube, Stallteil weiß verputzt, zum Teil später erneuert, Stalldecke preußisches Kappengewölbe. | 09236660 |

## Leubetha
| Bild                                    | Bezeichnung                                              | Lage                    | Datierung                                          | Beschreibung | ID       |
| --------------------------------------- | -------------------------------------------------------- | ----------------------- | -------------------------------------------------- | --- | -------- |
| Direkt Bild zu diesem Denkmal hochladen | Kriegerdenkmal für die Gefallenen des Ersten Weltkrieges | Am Anger (Karte)        | Nach 1918                                          | Ortsgeschichtlich von Bedeutung, Stein mit Namen | 08980123 |
| Direkt Bild zu diesem Denkmal hochladen | Wohnstallhaus (mit Umgebinde) eines Bauernhofes          | Am Anger 8 (Karte)      | 1750                                               | Obergeschoss Fachwerk (Lehmausfachung), ausgesprochen reich an Originalsubstanz, unverändert erhaltener Struktur und reich an vogtlandtypischer Konstruktion, eines der ältesten Gebäude im Ort, als Umgebindehaus besonders wertvolles Denkmal der Ortsgeschichte. Sockel Bruchstein, Blockstube Umgebinde, Stall Bruchstein. | 08980122 |
| Direkt Bild zu diesem Denkmal hochladen | Wohnstallhaus und zwei Scheunen eines Bauernhofes        | Am Anger 10 (Karte)     | Um 1830 (Wohnstallhaus); 19. Jahrhundert (Scheune) | Geschlossenes Ensemble mit unverändertem Originalbestand, eingeschossiges Wohnstallhaus in vogtlandtypischer Konstruktion, Denkmal der Orts- und Baugeschichte. - Wohnstallhaus: Blockbau verputzt, giebelseitig aufwendig mit Block, Sockel Bruchstein, Lehmstock im Türbereich - Stall: Bruchstein mit preußischen Kappen, hoher Kniestock mit auskragenden Balkenköpfen, Satteldach (Eternit) - Scheune: zwei Geschosse verbrettert | 08980121 |
| Direkt Bild zu diesem Denkmal hochladen | Wohnstallhaus und Wassertrog                             | Am Hammerberg 5 (Karte) | Um 1850                                            | Typisches Zeugnis ländlicher Bauweise mit vogtländischen Baumerkmalen in unveränderter Struktur und Originalität, seltenes Denkmal der Ortsgeschichte. Stallteil massiv (Bruchstein), Kniestock verbrettert, Satteldach (Wellblech). | 08980124 |

## Rebersreuth
| Bild                                    | Bezeichnung                                              | Lage                                   | Datierung | Beschreibung | ID       |
| --------------------------------------- | -------------------------------------------------------- | -------------------------------------- | --------- | --- | -------- |
| Direkt Bild zu diesem Denkmal hochladen | Kriegerdenkmal für die Gefallenen des Ersten Weltkrieges | Eichigter Straße (Karte)               | Nach 1918 | Ortsgeschichtlich von Bedeutung, Granitstein mit Namensinschrift | 08980143 |
| Direkt Bild zu diesem Denkmal hochladen | Dreiseithof mit Wohnstallhaus und zwei Scheunen          | Rebersreuther Dorfstraße 3 (Karte)     | Um 1885   | Geschlossen erhaltene Anlage in besonders markanter städtebaulicher Lage, durch Originalität und Seltenheit wertvolles Zeugnis ländlicher Bauweise, Denkmal der Ortsgeschichte. - Wohnstallhaus: Sockel verputzt, rote Klinker mit weißer Klinkergliederung, Fenster mit Bogensturz, Krüppel-Walmdach, vier Satteldachgaupen (Ziegel), Schwebegiebel, alle alten Fenster erhalten - Scheune: verbrettert (Satteldach) - Stall/Scheune: Erdgeschoss teils rote Klinker, zwei Geschosse verbrettert, Krüppelwalmdach | 08980144 |
| Direkt Bild zu diesem Denkmal hochladen | Doppelwohnhaus                                           | Rebersreuther Hauptstraße 3, 4 (Karte) | Um 1900   | Klinkerbau, in Fassadengliederung und Struktur sowie Kubatur unverändert, Denkmal der Ortsgeschichte in straßenbildprägender Lage. Eingeschossig, Sockel Schieferquader, dunkelrote Klinker mit gelber Klinkergliederung, Krüppelwalm altdeutsche Schieferdeckung, hölzerner Windfang, alle Fenster original. | 08980145 |

## Remtengrün
| Bild                                    | Bezeichnung                      | Lage                      | Datierung           | Beschreibung | ID       |
| --------------------------------------- | -------------------------------- | ------------------------- | ------------------- | --- | -------- |
| Weitere Bilder                          | Postmeilensäule                  | Landwüster Straße (Karte) | Bezeichnet mit 1725 | Kursächsische Postmeilensäulen (Sachgesamtheit); Kopie eines Kursächsischen Viertelmeilensteins aus dem Jahr 1997, verkehrsgeschichtlich von Bedeutung. Bezeichnet mit 1725, „AR“-Monogramm, Posthorn und der Reihennummer 77 an der Landwüster Straße Richtung Sträßel, der zur Alten Egerer Poststraße gehört.                                                                | 09304936 |
| Direkt Bild zu diesem Denkmal hochladen | Ehemalige Schule, heute Wohnhaus | Talblick 29 (Karte)       | 1901 laut Auskunft  | Zeittypischer historisierender Klinkerbau von ortsbildprägendem und ortsgeschichtlichem Wert. Zweigeschossig, neunachsig, Mittelachse als Risalit mit Eingang und attikaartigem Abschluss über der Uhr sowie turmartige Steildachbekrönung, Sockel Zyklopenmauerwerk, roter Klinker, Ecklisenen und Fensterabschluss (Segmentbogen) gelber Klinker, Fenster teilweise erneuert. | 09236657 |

## Sorge
| Bild                                    | Bezeichnung                                              | Lage                     | Datierung | Beschreibung | ID       |
| --------------------------------------- | -------------------------------------------------------- | ------------------------ | --------- | --- | -------- |
| Direkt Bild zu diesem Denkmal hochladen | Heilanstalt, später Seniorenheim, mit zwei Nebengebäuden | Sorger Straße 46 (Karte) | 1904–1906 | Langgestreckter Putzbau mit markanter Dachlandschaft, weitestgehend original erhalten, Reformstil-Architektur, von wissenschaftlicher, regionalgeschichtlicher und landschaftsprägender Bedeutung. - Hauptgebäude: dreigeschossig, Bruchsteinsockel, Klinkerelemente (Fenstergewände), zeittypische schlichte Fassaden, repräsentativer Haupteingang mit originaler Tür, im Inneren originale Details (Türen, Treppengeländer u. a.), seitlich offene Holzlauben - Hintergebäude: Wirtschaftsgebäude (Wäscherei) und Garagen noch im Originalzustand, ursprüngliche Bedachung mit Dachreitern usw., jetzt reduziert, südlich des Hauptgebäudes Reihe aus Spitz-Ahornen | 09236644 |

## Tabellenlegende
- Bild: Bild des Kulturdenkmals, ggf. zusätzlich mit einem Link zu weiteren Fotos des Kulturdenkmals im Medienarchiv Wikimedia Commons. Wenn man auf das Kamerasymbol klickt, können Fotos zu Kulturdenkmalen aus dieser Liste hochgeladen werden:
- Bezeichnung: Denkmalgeschützte Objekte und ggf. Bauwerksname des Kulturdenkmals
- Lage: Straßenname und Hausnummer oder Flurstücknummer des Kulturdenkmals. Die Grundsortierung der Liste erfolgt nach dieser Adresse. Der Link (Karte) führt zu verschiedenen Kartendiensten mit der Position des Kulturdenkmals. Fehlt dieser Link, wurden die Koordinaten noch nicht eingetragen. Sind diese bekannt, können sie über ein Tool mit einer Kartenansicht einfach nachgetragen werden. In dieser Kartenansicht sind Kulturdenkmale ohne Koordinaten mit einem roten bzw. orangen Marker dargestellt und können durch Verschieben auf die richtige Position in der Karte mit Koordinaten versehen werden. Kulturdenkmale ohne Bild sind an einem blauen bzw. roten Marker erkennbar.
- Datierung: Baubeginn, Fertigstellung, Datum der Erstnennung oder grobe zeitliche Einordnung entsprechend des Eintrags in der sächsischen Denkmaldatenbank
- Beschreibung: Kurzcharakteristik des Kulturdenkmals entsprechend des Eintrags in der sächsischen Denkmaldatenbank, ggf. ergänzt durch die dort nur selten veröffentlichten Erfassungstexte oder zusätzliche Informationen
- ID: Vom Landesamt für Denkmalpflege Sachsen vergebene, das Kulturdenkmal eindeutig identifizierende Objekt-Nummer. Der Link führt zum PDF-Denkmaldokument des Landesamtes für Denkmalpflege Sachsen. Bei ehemaligen Kulturdenkmalen können die Objektnummern unbekannt sein und deshalb fehlen bzw. die Links von aus der Datenbank entfernten Objektnummern ins Leere führen. Ein ggf. vorhandenes Icon  führt zu den Angaben des Kulturdenkmals bei Wikidata.

## Ausführliche Denkmaltexte
1. ↑  Emil-Claviez-Siedlung: 
  - Doppelhäuser: Roter Klinker, Vorhäuschen, Drempelgeschoss, kleine Gauben mit Satteldach und geschmücktem Leergespärre, Holzveranda mit verzierter Brüstung, Fachwerkkonstruktion, Drempelgeschoss mit Zierverbretterung, Giebel mit aufwendigem Leergespärre. Nummer 26 und 28 bester Originalzustand. Unterschiedliche Fensterformen, Kubatur und wesentliche Gestaltungsmerkmale erhalten, jedoch bis auf Nummer 26/28 alle reduziert und vereinfacht, Vorhäuschen als Wirtschaftsraum.
  - Mehrfamilienwohnhäuser: Gruppenwohnhäuser, bestehend aus vier mehrgeschossigen Einfamilienwohnungen, sechs Häuser dieser Art, Nummer 17 bis 23 am besten erhalten, Satteldächer, Zwerchhäuser, zweigeschossig, Klinkerfassade, Segmentbogenfenster im Erdgeschoss, Obergeschoss mit Fachwerk, ausgefacht durch Klinker, dort Rechteckfenster, Giebelseite zur Erschließungsstraße mit Zierverbretterung und geschmücktem Leergespärre, Eingänge betont durch risalitartigen Vorbau, Eingänge jeweils an Hausecken
2. ↑  Ehemaliges Gefängnis („Fronveste“):
 Unmittelbar außerhalb der Stadtmauer westlich oberhalb des Ortskerns, viergeschossiges turmartiges Gebäude mit Seitenlängen von 12 m und 11 m (mit Seitengebäude 14 m × 19 m), Stärke des Feldsteinmauerwerks von über 1 m (noch im dritten Obergeschoss 80 cm), Walmdach mit homogener Konstruktion und Dachhölzern von 1742 (Dendro), vier oberirdische Ebenen mit jeweils zentralen, 2,5 m breiten Gängen, von denen – heute noch überwölbt und getrennt durch aufwändige Bogenkonstruktionen – auf jeder Seite drei ca. 9 m² große Zellen abgingen. Alle Zellen angeschlossen an ein bauzeitliches Heizungssystem mit sechs ins Mauerwerk integrierten Zügen, die im Firstbereich schräg zu drei Schornsteinen zusammengezogen wurden. Auch der ein Geschoss niedrigere Anbau aus der 1. Hälfte des 19. Jahrhunderts mit starken Wänden. Die Fassaden beider Baukörper sind stark geglättet, die Fenster vergrößert und die Natursteingewände entfernt, die Anlage war bis 1966 (!) Gefängnis. Eine hundert Jahre alte Fotografie zeigt den bauzeitlichen Zustand noch weitgehend: einen würfelförmigen Kernbau mit Eckquaderungen sowie einen Anbau mit der für dessen spätere Entstehungszeit in klassizistischer Zeit typischen durchgezogenen waagerechten Putznutung.
 Das sich im nördlichen Kreuzarm befindliche Treppenhaus ist mit dem Kernbau nicht erbauungszeitlich einheitlich. Bei dem Keller handelt es sich um eine in Ost-West-Richtung verlaufende Tonne, welche an ihrer Westseite zwei Belüftungskanäle besitzt und heute vom Treppenhaus auf der Nordseite betreten werden kann. Die Grundfläche dieser Tonne beträgt ein Drittel des Kernbaues. Als Gefängnisbau ist das Gebäude von besonderer ortsgeschichtlicher Relevanz, dokumentiert es doch eine Gerichtsbarkeit auch für eine kleine Stadt wie Adorf. Nicht nur dokumentiert der Bau, in welcher Weise konstruktiv und architektonisch vor 250 Jahren bei dieser Bauaufgabe (-gattung) vorgegangen wurde, sondern er stellt auch exemplarisch (und in Sachsen selten), da noch vor den Justizreformen des späteren 18. Jahrhunderts von vornherein als Gefängnisbau entstanden, ein frühes Zeugnis systematischen Strafvollzuges dar, daher trotz baulicher Veränderungen insgesamt von überregionaler Bedeutung.
3. ↑  Ehemalige Teppichfabrik Oelsnitzer Straße 58:

Textilfabrik bestehend aus Fertigwarenlager, Weberei, ehemaliger Färberei und Nachbehandlung, Pförtnerhaus und Verwaltungsgebäude (überwiegend abgebrochen).
  - Altes Verwaltungsgebäude (Nummer 54): 1920er/1930er Jahre, Klinkerbau, mehrgeschossig mit angebauten Fabrikhallen mit Sheddach, Kranzgesimse mit Zahnschnittfries, moderner Industriebau mit breiten, liegenden Fensterformaten, dreigeschossiger Bau mit Pilastergliederung, auch am Gurtgesims Zahnschnittfries, gelbe Klinkerbänder als Zierrat, 2012 abgebrochen
  - Weberei: Eingeschossiger Fabrikbau in Klinkerbauweise, rote Klinkerbänder als Verzierung, Zahnschnittfriese an Kranzgesimsen, Sheddach, in Mitte eingeschossiger Aufbau
  - Pförtnerhaus: Eingeschossiger Bau mit großer Freitreppe zum Werksgelände, zwei rundbogige Eingänge, teilweise zugesetzt, Kranzgesims mit Zahnschnittfries, Pilastergliederung, roter Klinker, gelbe Klinkerbänder als Verzierung, Abbruch vor 2006
  - Fertigwarenlager: Verschiedene Bauphasen, unterschiedliche Geschosszahlen, ein- und mehrgeschossig, Klinker
  - Nachbehandlung: Eingeschossiger Klinkerbau mit Zwischenbau, teilweise überformt
  - Ehemalige Färberei: Dreischiffige Anlage mit Sheddach und Dreieckblendgiebeln, Rundfenstern, Klinkerbau mit Zahnschnittfriesen an Gesimsen und gelben Klinkerbändern, Abbruch vor 2006
  - Altes Maschinenhaus und Schornstein: kein Denkmal aufgrund stärkerer Umbauten